# 3ª Brigata missili "Aquileia"
La III Brigata Missili, poi 3ª Brigata missili "Aquileia", è stata una Grande Unità dell'Esercito Italiano, con una forza combattente di circa 5.478 uomini, dipendeva dal V Corpo d'Armata ed il suo quartier generale, dal 1975, aveva sede a Portogruaro presso la Caserma "Luciano Capitò".
Costituita nel 1959 in seguito all'accordo segreto stipulato il 20 ottobre 1954 tra il governo italiano e quello statunitense relativo alla difesa nucleare in Italia, la Brigata prendeva il nome in onore della città friulana di Aquileia e fu sciolta nel 1991.
Dislocata con i suoi reparti tra il Veneto, Friuli-Venezia Giulia ed il Trentino-Alto Adige, era dotata di armamento nucleare tattico ed aveva il compito di fermare una eventuale invasione delle truppe del Patto di Varsavia proveniente dalla "soglia di Gorizia" o dall'Alto Adige attraverso la Val Pusteria tramite il varco di Prato alla Drava-Versciaco. L'"Aquileia" è stata impegnata in operazioni civili, come il soccorso delle popolazioni del terremoto del Belice nel 1968, del terremotate in Friuli nel 1976, la ricostruzione degli argini del Progno a Colognola ai Colli con l'alluvione del 1981 e in interventi militari, come le operazioni di antiterrorismo in Alto Adige negli anni sessanta, l'intervento in Libano del 1983-1984 durante la missione ITALCON "Libano 2", in Albania nel 1991 con l'operazione "Pellicano" e con l'operazione antiterrorismo durante la guerra del Golfo di presidio alla centrale termoelettrica di Piombino e infine nel 1992, ormai ridotta a 3º Reggimento missili "Aquileia", con la 3ª Compagnia fucilieri, nell'"operazione Vespri siciliani".

## Presupposto: la difesa nucleare tattica NATO

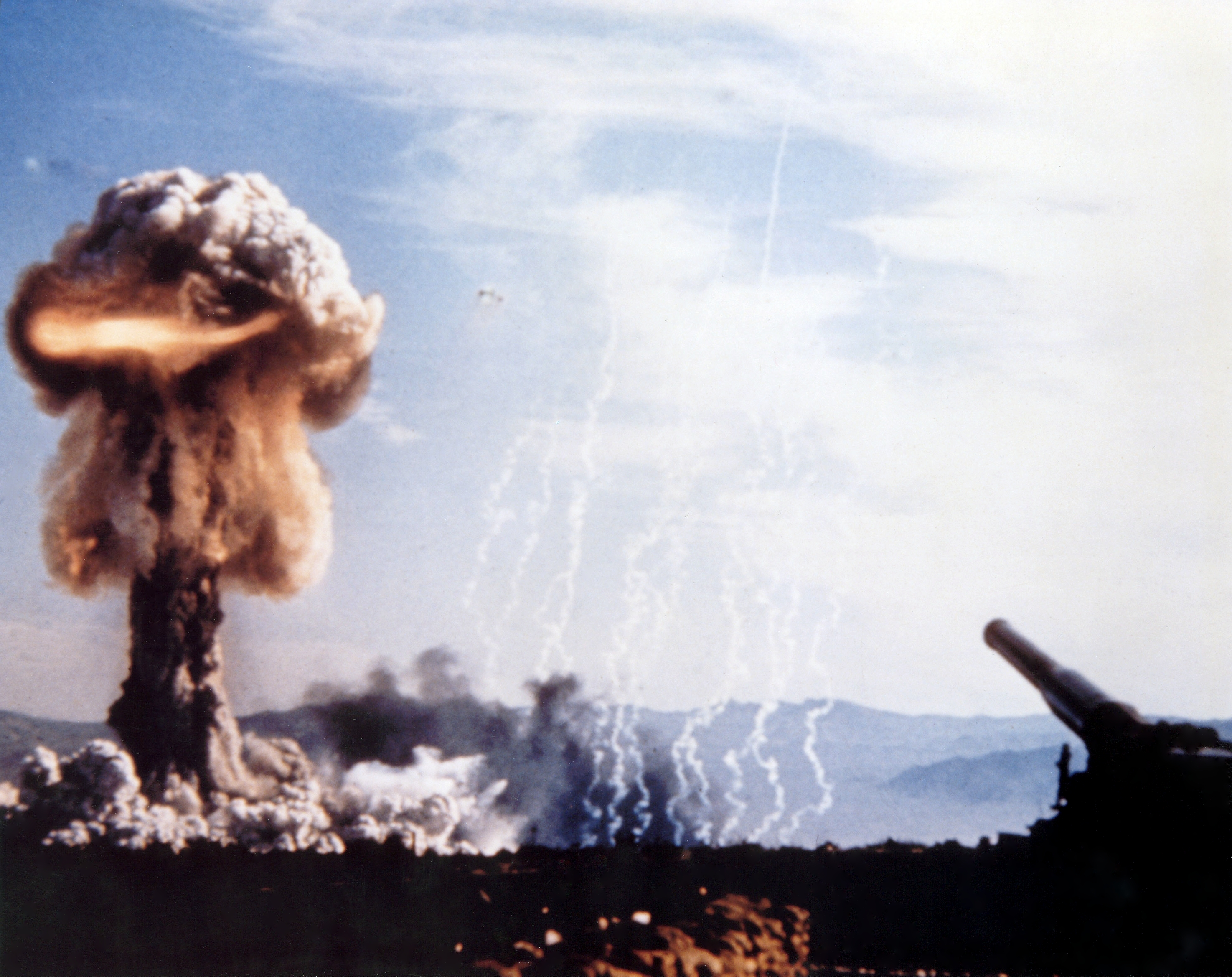
Foto del test nucleare per artiglieria Upshot-Knothole Grable effettuato il 25 maggio 1953

La dottrina militare degli anni cinquanta atlantica, durante il periodo della Guerra fredda, prevedeva che l'Italia poteva essere invasa delle truppe del Patto di Varsavia provenienti dalla "soglia di Gorizia" o dall'Alto Adige attraverso la Val Pusteria tramite il varco di Prato alla Drava-Versciaco, e per fermare l'avanzata, oltre a difese passive con opere fortificate, difese dapprima dai Battaglioni da Posizione, poi Raggruppamenti da Posizione, per poi passare, nel 1962, ai Battaglioni di Fanteria d'arresto e di Alpini d'Arresto, si organizzò una difesa che aveva come deterrente l'artiglieria (missili e pesante) con munizionamento nucleare tattico.
Il primo ed unico test di artiglieria nucleare fu effettuato il 25 maggio 1953 nell'Area 5 del sito di test del Nevada. Il test in codice fu denominato Knothole-Shot Grable, ed era il 10° test nell'ambito dell'Operazione Upshot-Knothole: un cannone atomico da 280 mm (M65 Atomic Cannon 11,02 inch, soprannominato "Atomic Annie") sparò a 10 km di distanza una granata, lunga 1.384 mm e pesante 365 kg, che esplose a 160 m d'altezza, sprigionando un'energia di 15 kilotoni (da notare che la bomba "Little Boy" che distrusse Hiroshima aveva un'energia di 13 kilotoni). La potenza nucleare del munizionamento speciale della Brigata Missili era per il missile tattico MGR-1 "Honest John": da 10 a 60 kilotoni; per il missile tattico MGM-52 "Lance": da 1 a 100 kilotoni; e per la granata nucleare tattica per obice da 203/25 (M-115 - 8 Inch howitzer) e per obici da 203/25 semoventi M110A2: da 1 a 20 kilotoni.

## Storia
Costituita il 1º ottobre 1959 come III Brigata Missili con sede a Vicenza fino al 1975 poi a Portogruaro.

Ne fanno parte inizialmente:
- 3º Reggimento Artiglieria Pesante Missili;
- Distaccamento Speciale Paracadutisti Acquisizione Obiettivi;
- 13ª Compagnia Trasmissioni;
- 13º Reparto Riparazioni Rifornimenti e Recuperi;

e successivamente un Battaglione di Fanteria.

Gli organici fissati all'atto della costituzione della III Brigata Missili prevedeva anche la costituzione di un S.A.L. - Sezione Aerei Leggeri con 3 aerei L-21 B, ma questa S.A.L. non fu attivata.

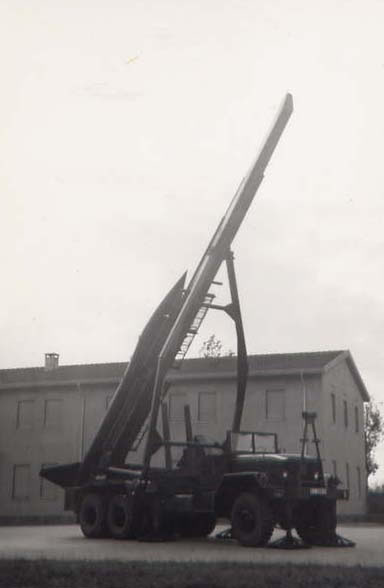
1966. Missile Honest John in rampa presso la Scuola di Artiglieria di Bracciano

Subito dopo la costituzione ha inizio un graduale potenziamento e trasformazione per adeguare la struttura organica della Brigata Missili all'evoluzione tecnica dei materiali ed alle mutevoli esigenze operative.
Nel 1963 viene aggregato, dal Centro Addestramento Aviazione Leggera dell'Esercito (C.A.A.L.E.), alla III Brigata Missili:
- R.A.L. - Reparto Aviazione Leggera:
  - S.A.L. - Sezione Aerei Leggeri, dotata di L-21 B e O-1E;
  - S.E.R. - Sezione Elicotteri da Ricognizione, dotata di AB-47 G;
  - S.E.U.G. - Sezione Elicotteri di Uso Generale, dotata di AB 205.

La S.E.U.G. nel 1975 si trasformò in Gruppo Squadroni (identificato da un numero romano e dal nome di una costellazione o di un pianeta).
Il 18 luglio 1973 il XIII Gruppo Ricognizione e Acquisizione Obiettivi perde il proprio R.A.L. - Reparto Aviazione Leggera, che viene incorporato nel R.A.L. del Comando della III Brigata Missili, che si ristruttura in:
- R.A.L. - Reparto Aviazione Leggera:
  - S.A.L. - Sezione Aerei Leggeri, dotata di L-21 B e O-1E;
  - S.E.U.G. - Sezione Elicotteri di Uso Generale, dotata di AB-47 G e AB 205.

Al R.A.L. viene fissato come nominativo di chiamata radio "Rosa".
Il 28 gennaio 1975 il R.A.L. - Reparto Aviazione Leggera lascia il Comando della III Brigata Missili e ritorna alle dipendenze del XIII Gruppo Ricognizione ed Acquisizione Obiettivi, che si trasferisce a Verona presso la Caserma "M.O.V.M. Ten. Ugo Passalacqua", mentre il R.A.L. rimane con Base all'Aeroporto di Verona-Boscomantico. Il 1º gennaio 1975 si costituisce il 3º Gruppo Missili "Volturno" dotato del nuovo sistema d'arma MGM-52 Lance in sostituzione del missile MGR-1 "Honest John". Il Reparto il 30 settembre 1975 eredita la Bandiera e le tradizioni del disciolto 3º Reggimento Artiglieria Missili. Il 28 novembre 1977, nel quadro della ristrutturazione dell'Esercito Italiano, la Grande Unità, ridenominata 3ª Brigata Missili "Aquileia, assume anche le funzioni di Comando Artiglieria del 5º Corpo d'armata ed accoglie nei propri ranghi i seguenti Reparti:
- 27º Reggimento Artiglieria Pesante Semovente;
- 41º Gruppo Specialisti "Cordenons".

Il 1º gennaio 1980 il 21º Battaglione Genio Pionieri "Timavo" si contrae in Compagnia.

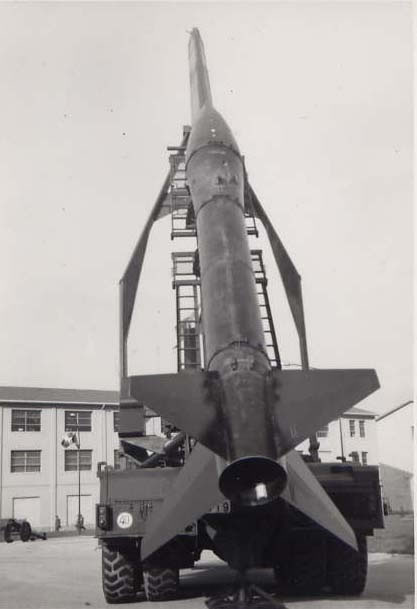
1966. Missile Honest John in rampa presso la Scuola di Artiglieria di Bracciano

Il 30 giugno 1981 la Brigata Missili inquadra il 92° Centro Addestramento Reclute di Foligno, originatosi per trasformazione della Scuola Allievi Ufficiali e Sottufficiali di Artiglieria.

Il 31 ottobre 1981 avviene lo scioglimento del 92º Battaglione fanteria "Basilicata", ricostituitosi in Foligno il 1º ottobre 1982 per trasformazione del 92° Centro Addestramento Reclute. Il 1º gennaio 1982 si costituisce, dal preesistente Reparto RRR, il 13º Battaglione Logistico di Manovra. Il 1º agosto 1982 il 1º Gruppo Artiglieria Pesante "Adige" si contrae e cede personale e mezzi al 9º Gruppo Artiglieria Pesante "Rovigo", e si scioglierà il 31 luglio 1983. Il 18 ottobre 1982 la 3ª Brigata Missili "Aquileia" perde le attribuzioni di Comando Artiglieria del V Corpo d'armata. L'11 ottobre 1985 si costituisce il 27º Gruppo artiglieria pesante semovente "Marche" che eredita la Bandiera e le tradizioni del disciolto 27º Reggimento artiglieria pesante semovente. Il 31 ottobre 1986 il 9º Gruppo Artiglieria Pesante "Rovigo" ed il 41º Gruppo Specialisti "Cordenons" passano alle dipendenze del Comando Artiglieria del 5º Corpo d'armata. A decorrere dal 1º febbraio 1988 il 13º Battaglione Logistico di Manovra assume la denominazione di 13º Battaglione logistico "Aquileia". Il 31 gennaio 1991 avviene lo scioglimento della Compagnia genio "Aquileia" e della 2ª Compagnia fucilieri "Aquileia". Il 30 novembre 1991 la 3ª Brigata Missili "Aquileia" viene disciolta e ridotta a livello reggimentale.

## I Reparti costituenti

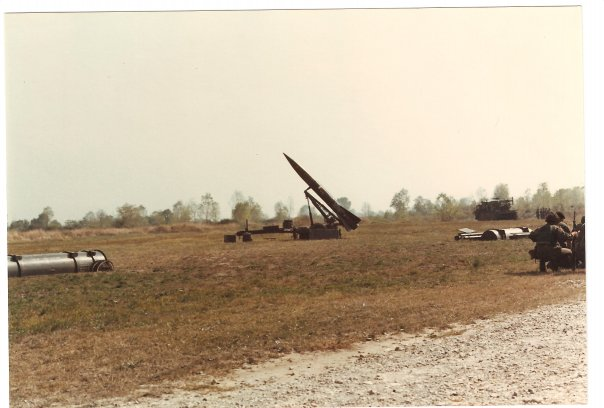
Esercitazione Display Determination 1986 a San Michele al Tagliamento del 3º Gruppo missili "Volturno" con lancio simulato del missile Lance da carrello LZL

### Il Reparto Missili
Fondato nel 1975 e attivo fino al 1992, il reparto missilistico era costituito dal 3º Gruppo missili "Volturno", che era stanziato a Oderzo nella caserma "Francesco Zanusso" e a Codognè nella caserma "Pietro Maset". Era un reparto bivalente, ossia poteva utilizzare sia munizionamento convenzionale che missili a testata nucleare.

### I Reparti Artiglieria Pesante a Traino Meccanico
I due Gruppi Artiglieria Pesante a Traino Meccanico della Brigata Missili ebbero anche capacità nucleare, come si evince dalla Serie Dottrinale per l'Artiglieria Pesante a Traino Meccanico con compiti particolari, ossia nucleari, è del 1972.

#### Dal XIV Gr.A.Pe. al 1° Gr.A.Pe. "Adige"
Il XIV Gruppo Artiglieria Pesante (Gr.A.Pe) fu fondato il 1º settembre 1962 a Trento dal III Gruppo Artiglieria Pesante del IX Reggimento Artiglieria Pesante, era stanziato nella Caserma "Gavino Pizzolato" a Trento.
Il 1º Gruppo artiglieria pesante "Adige" invece fu fondato nel 1975 e fu attivo fino al 1983, era stanziato nella Caserma "Giovanni Ruazzi" a Elvas di Bressanone.
Ambedue erano reparti bivalenti, ossia potevano utilizzare sia munizionamento convenzionale che nucleare.

#### Dal XV Gr.A.Pe. al 9° Gr.A.Pe. "Rovigo"
Il XV Gruppo Artiglieria Pesante (Gr.A.Pe) fu fondato nel 1975 e attivo fino al 1995.
Il 9º Gruppo artiglieria pesante "Rovigo", era stanziato nella Caserma "Ugo Passalacqua" a Verona.
Ambedue erano reparti bivalenti, ossia potevano utilizzare sia munizionamento convenzionale che nucleare.

### Il Reparto Artiglieria Pesante Semovente
Il 27º Reggimento artiglieria pesante semovente "Marche" è stato un reparto di artiglieria semovente. Fondato nel 1976 e attivo fino al 1995 era stanziato nella caserma "Osoppo" di Udine, era un reparto bivalente (ossia poteva utilizzare sia munizionamento convenzionale che nucleare).

### Il Reparto Acquisizione Obiettivi

Operatore del 13º Gruppo Acquisizione Obiettivi "Aquileia" (Gr.Ac.O.) della 3ª Brigata missili "Aquileia" di Portogruaro.

Il 13º Gruppo acquisizione obiettivi "Aquileia", meglio conosciuto con l'acronimo di GRACO, è stato un reparto misto di artiglieria e paracadutisti. Fondato nel 1959 e attivo fino al 1993 stanziava nella caserma "Ugo Passalacqua" di Verona; era un reparto specializzato nell'acquisizione di obiettivi nemici sia con aerei teleguidati della Batteria Aerei Teleguidati - BAT che con i paracadutisti della Batteria Acquisizione Obiettivi - BAO. Motto dei paracadutisti era "Videre nec videri" adottato oggi dal 185° Rgt Paracadutisti RAO (unitamente allo stemma solo parzialmente modificato) che ne ha ereditato i compiti.

### Il Reparto Specialisti Artiglieria
Il 41º Gruppo specialisti artiglieria "Cordenons" è stato un reparto di artiglieria dell'Esercito Italiano. Fondato nel 1976 e attivo fino al 1999, stanziato nella caserma "Trieste" a Casarsa della Delizia; passato alla caserma Mario Fiore di Pordenone, e poi tornato a Casarsa, era un reparto specializzato nell'elaborazione e nell'affinamento dei dati per il fuoco di batteria, compresi quelli meteorologici.

### Il Reparto Fanteria
Il 92º Battaglione Fanteria "Basilicata" è stato un reparto di Fanteria dell'Esercito Italiano, ricostituito nel 1962 e attivo fino al 1992. Stanziato nella Caserma "Luciano Capitò" di Portogruaro e successivamente nella caserma "Ferrante Gonzaga Del Vodice" di Foligno, era un reparto primariamente, ma non esclusivamente, con compiti addestrativi del personale della Brigata (CAR). Prima del trasferimento a Foligno le compagnie fucilieri ne portavano le mostrine e ne dipendevano. Dal 1992 al 1996 fu elevato a Reggimento e poi definitivamente sciolto.

### Il reparto Fucilieri
La Fanteria per gruppo missili, ovvero le Compagnie fucilieri "Aquileia", trae origine dal XIII Battaglione di fanteria "Treviso" che è stato un reparto di fanteria dell'Esercito Italiano sciolto nel 1965. I membri di tale unità appartenevano ad una élite delle forze di fanteria, chi vi faceva parte era inquadrato nella specialità d'Arma di "Fanteria per gruppo missili superficie/superficie", formato da quattro compagnie autonome da combattimento; fondato nel 1962, rimase attivo fino al 1992. Nel 1975 adottarono le mostrine del 92º Battaglione Fanteria Basilicata. Stanziato nelle caserme "Luciano Capitò" di Portogruaro, "Giovanni Ruazzi" di Bressanone 4ª compagnia, "Antonio Chinotto" di Vicenza 2ª compagnia, "Pietro Maset" di Codognè, "Francesco Zanusso" di Oderzo e "Osoppo" di Udine, era un reparto con il compito di proteggere i siti e le missioni di lancio dei missili in forza alla Brigata, il Comando stesso e le autocolonne in manovra. Dovendo operare sia dietro ma pure sul fronte, i fucilieri dell'"Aquileia", erano assaltatori particolarmente addestrati al controllo del campo di battaglia, alla controinterdizione, quindi all'individuazione e annientamento di reparti d'élite quali incursori o acquisitori obiettivi. Il loro addestramento comprendeva anche attività con reparti della NATO.

### Il Reparto Genio
Il 21º Battaglione genio pionieri "Timavo" è stato un reparto del genio dell'Esercito Italiano, fondato una prima volta nel 1975 e attivo fino al 1979; era inquadrato nella 3ª Brigata missili "Aquileia" e stanziava presso la caserma "Antonio Chinotto" di Vicenza. Ripristinato nel 1981 a Caserta presso la caserma "Giuseppe Amico" e posto alle dipendenze della Regione Militare Meridionale, manteneva una compagnia autonoma a Portogruaro presso la caserma Luciano Capitò che fu poi sciolta il 31 gennaio 1996. Il 21 settembre 1992 il battaglione è inquadrato nel 21º Reggimento Genio Pionieri e, riconfigurato in unità guastatori, nel corso del 2001, passa alle dipendenze della 8ª Brigata bersaglieri "Garibaldi".

### Il Reparto Trasmissioni

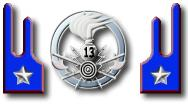
Mostrine e fregio del
13° Trasmissioni

Costituito il 1º gennaio 1968 come XIII Battaglione Trasmissioni per trasformazione della preesistente 13ª Compagnia Trasmissioni, a partire dal 1º ottobre 1975 prende il nome di 13º Battaglione Trasmissioni "Mauria" e riceve la Bandiera di Guerra il 10 ottobre 1976 per effetto del D.P.R. nº 846 del 12 novembre 1976, pubblicato sulla Gazzetta Ufficiale nº 339 del 22 dicembre 1976.
La cerimonia si svolge nella Caserma "Giovanni Duca" in Montorio Veronese (Vr). Stanziato presso la caserma Luciano Capitò di Portogruaro fino al 30 novembre 1991, quando a seguito allo scioglimento della 3ª Brigata Missili "Aquileia", il 13º Battaglione Trasmissioni "Mauria" venne ridotto a 13ª Compagnia Trasmissioni, che venne inserita nel 3º Reggimento Artiglieria "Aquileia" costituito in sostituzione della preesistente 3ª Brigata Missili "Aquileia" e, quindi, il giorno successivo la sua Bandiera viene trasferita a Roma per essere custodita nel Sacrario delle Bandiere ubicato alle spalle della Tomba del Milite Ignoto.

#### Le Denominazioni
III Brigata Missili
- 01.10.1959 – 01.01.1968 = 13ª Compagnia trasmissioni
- 01.01.1968 – 01.10.1975 = XIII Battaglione trasmissioni
- 01.10.1975 – 28.11.1977 = 13º Battaglione trasmissioni "Mauria"

3ª Brigata Missili “Aquileia”
- 28.11.1977 – 30.11.1991 = 13º Battaglione trasmissioni "Mauria"

3º Reggimento Artiglieria “Aquileia”
- 01.12.1991 – ??? = 13ª Compagnia trasmissioni

#### I Comandanti
Comandanti della 13ª Compagnia trasmissioni:
- 1959-1961: Capitano g.(t) Matteo De Salvia
- 1961-1963: Capitano g.(t) Andrea D'Amico
- 1963-1966: Capitano g.(t) Damiano Smiderle
- 1966-1968: Capitano g.(t) Giovanni Sarpieri

Comandanti del XIII Battaglione trasmissioni:
- 1968-1970: Tenente Colonnello g.(t) Matteo De Salvia
- 1970-1972: Tenente Colonnello g.(t) Ugo Barella
- 1972-1974: Tenente Colonnello g.(t) Sergio Astolfi
- 1974-1976: Tenente Colonnello g.(t) Raffaele Credendino

Comandanti del 13º battaglione trasmissioni "Mauria":
- 1976-1977: Tenente Colonnello g.(t) Romano Calisesi
- 1977-1979: Tenente Colonnello g.(t) Amo Ultimio Zanelli
- 1979-1981: Tenente Colonnello g.(t) Filippo De Sanctis
- 1981-1983: Tenente Colonnello g.(t) Evangelista De Bernardinis
- 1983-1985: Tenente Colonnello g.(t) Giovanni Fasoli
- 1985-1986: Tenente Colonnello g.(t) Sergio Ricci
- 1986-1989: Tenente Colonnello g.(t) Giulio Pallottini
- 1989-1990: Tenente Colonnello g.(t)t.SG Sebastiano Bianca
- 1990-1991: Tenente Colonnello g.(t) Gaspare Lentini

#### Il Motto
"In aetheris coniungo"

### Il Reparto Logistico

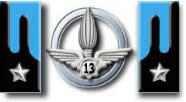
Mostrine e fregio del
13º Battaglione logistico

Il 1º ottobre 1959 viene creato il 13º Reparto Riparazioni Rifornimenti e Recuperi che il 1º gennaio 1982 si trasforma in 13º Battaglione logistico di manovra.

Nel 1984 il 13º Battaglione logistico di manovra è così strutturato:
- Compagnia comando e servizi.
- Compagnia manutenzione e mantenimento.
- Compagnia rifornimenti.
- Plotone trasporti pesanti.
- Compagnia trasporti medi e Compagnia trasporti pesanti stanziate a Treviso - Caserma "Luigi Cadorin" con funzioni anche di scuola guida per i neo autieri.
- Distaccamento - Caserma "Giovanni Degano" a Palazzolo dello Stella.

A partire dal 1º febbraio 1988 prende il nome di 13º Battaglione logistico "Aquileia" e riceve la Bandiera di Guerra il 30 giugno 1988 a Casarsa della Delizia.

Nel 1990 il 13º Battaglione logistico "Aquileia" è così strutturato:
- Comando.
- Plotone comando e servizi.

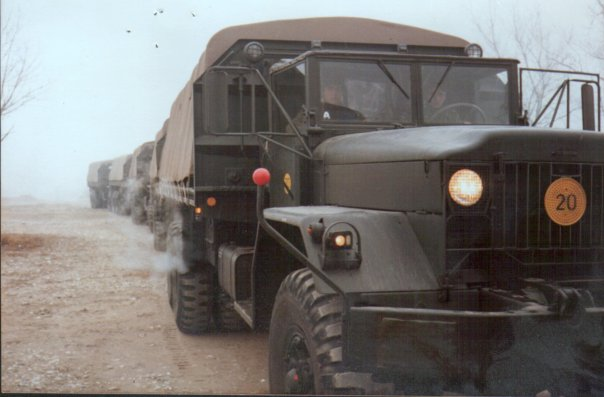
1983, Fiume Tagliamento. Autocarri OM 6600 Acp 56 del 13º Battaglione Logistico di Manovra durante l'esercitazione Display Determination o Operazione Able Archer

- Compagnia rifornimenti e trasporti.
  - Plotone sussistenza.
  - Plotone rifornimenti.
  - Plotone trasporti medi.
  - Plotone riparazioni e recuperi.
- Officina mobile.
- Parco campale.

Il 30 novembre 1991 viene sciolto.

#### Le Denominazioni
III Brigata Missili

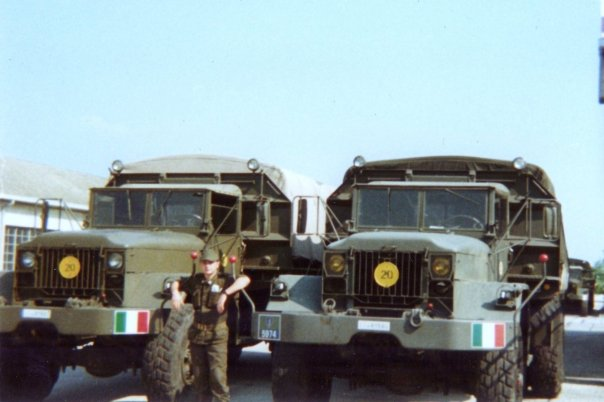
Autocarri OM 6600 del 13º Battaglione Logistico di Manovra ripresi nella Caserma "Capitò" nel 1989

- 01.10.1959 – 28.11.1977 = 13º Reparto Riparazioni Rifornimenti e Recuperi

3ª Brigata Missili “Aquileia”
- 28.11.1977 – 01.01.1982 = 13º Reparto Riparazioni Rifornimenti e Recuperi
- 01.01.1982 – 01.02.1988 = 13º Battaglione Logistico di Manovra
- 01.02.1988 – 30.11.1991 = 13º Battaglione Logistico "Aquileia"

#### I Comandanti

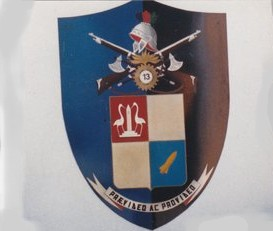
Stemma araldico del 13º Battaglione Logistico di manovra dipinto su una parete della caserma "Luciano Capitò" a Portogruaro

- 1981-1986: Ten.Col. Salvatore Santangelo
- 1986-1988: Ten.Col. Enrico Meloni
- 1988-1990: Ten.Col. Vanni Ravaioli
- 1990-1991: Ten.Col. Enrico Pesce

#### Il Motto
"Praevideo ac provideo"

### I Reparti Aerei

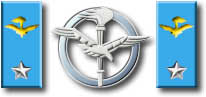
Mostrine e fregio della
Componente Aviazione Leggera

Gli organici fissati all'atto della costituzione della III Brigata Missili prevedeva anche la costituzione di un S.A.L. - Sezione Aerei Leggeri con 3 aerei L-21 B, ma questa S.A.L. non fu attivata.

Nel 1963 viene aggregato, dal Centro Addestramento Aviazione Leggera dell'Esercito (C.A.A.L.E.), alla III Brigata Missili:
- R.A.L. - Reparto Aviazione Leggera:
  - S.A.L. - Sezione Aerei Leggeri, dotata di L-21 B e O-1E;
  - S.E.R. - Sezione Elicotteri da Ricognizione, dotata di AB-47 G;
  - S.E.U.G. - Sezione Elicotteri di Uso Generale, dotata di AB 205.

La S.E.U.G. nel 1975 si trasformò in Gruppo Squadroni (identificato da un numero romano e dal nome di una costellazione o di un pianeta).
Il 18 luglio 1973 il XIII Gruppo Ricognizione e Acquisizione Obiettivi perde il proprio R.A.L. - Reparto Aviazione Leggera, che viene incorporato nel R.A.L. del Comando della III Brigata Missili, che si ristruttura in:
- R.A.L. - Reparto Aviazione Leggera:
  - S.A.L. - Sezione Aerei Leggeri, dotata di L-21 B e O-1E;
  - S.E.U.G. - Sezione Elicotteri di Uso Generale, dotata di AB-47 G e AB 205.

Al R.A.L. viene fissato come nominativo di chiamata radio "Rosa".
Il 28 gennaio 1975 il R.A.L. - Reparto Aviazione Leggera lascia il Comando della III Brigata Missili e ritorna alle dipendenze del XIII Gruppo Ricognizione ed Acquisizione Obiettivi, che si trasferisce a Verona presso la Caserma "M.O.V.M. Ten. Ugo Passalacqua", mentre il R.A.L. rimane con Base all'Aeroporto di Verona-Boscomantico.

### Il Reparto Sanità

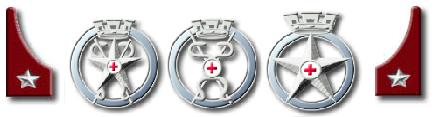
Mostrine e fregio del
13° Sanità

La Brigata Missili aveva a disposizione anche il 13º Reparto Sanità di 1º grado, ridotto a quadro, così strutturato nel 1990, di stanza a Palazzolo dello Stella:
- Comando
- Compagnia Sanità
  - Plotone Comando e Servizi
  - Plotone Sanità
  - Plotone Portaferiti
  - Plotone Disinfezione e Bonifica
- Ospedale da Campo (con il seguente organico: 61 effettivi di cui 17 ufficiali medici, 9 sottufficiali infermieri, 35 militari di truppa)
  - Sezione Medicina
    - 2 Tende Smistamento e Pronto Soccorso
    - Tenda Medicina Generale
    - 2 Tende Farmacia
    - Tenda Ricovero (30 Posti Letto)

  - Sezione Chirurgia
    - Tenda Sala Operatoria
    - Tenda Ricovero (15 Posti Letto)
    - Nucleo Chirurgico

  - Sezione Odontoiatria
    - Ambulanza Odontoiatrica

  - Sezione Disinfezione e Bonifica
    - Tenda Disinfezione e Bonifica

  - Sezione Servizi
    - Tenda Refettorio
    - Tenda Cucina
    - Tenda Magazzino
    - Tenda Alloggio Ufficiali
    - 2 Tende Alloggio Sottufficiali e Truppa

### La Banda Musicale
La Brigata Missili ebbe anche una propria Banda Musicale Militare "Aquileia", di stanza presso la Caserma "Luciano Capitò" a Portogruaro fu spostata poi a Palmanova.
Negli anni ottanta responsabile militare della Banda era l'allora Serg. Maggiore Cosimo Di Palma.
Dal gennaio del 1989 all'aprile del 1992 responsabile della Musica d'Ordinanza "Aquileia" è stato il Serg. Magg. Antonio Miele.

#### I Direttori
- Anni '80: Comandante Serg.Magg. Cosimo Di Palma
- 1981: Lorito
- ott. 1981 - mar. 1982: Cap. Magg. Sartori
- mar. 1982 - lug. 1982: Cap. Magg. Negri
- lug. 1982 - set. 1982: Cap. Magg. Corbetta
- nov. 1982 - ott. 1983: Cap. Magg. Graziano Sanvito
- 1984: Marco Pontini
- 1985-1986: Giovanni Broccucci
- 1987: Cap. Magg. Enrico Perotti
- 1986-1987: Cap. Magg. Fabio D'Orazio
- 1987-1988: Cap. Magg. Nicola Narduzzi
- 1989-1992: Serg.Magg. Antonio Miele

### Il Reparto Carabinieri

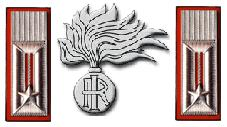
Mostrine e fregio dei
Carabinieri

Alla Brigata Missili fu aggregato un Plotone Carabinieri che divenne poi Compagnia Carabinieri "Aquileia", con sede a Portogruaro, forte di 73 effettivi di cui:
- 3 ufficiali;
- 11 sottufficiali;
- 59 carabinieri.

Nel 1975 la Compagnia Carabinieri "Aquileia" era così strutturata:
- Nucleo Comando Compagnia (13 effettivi: 1 ufficiale, 3 sottufficiali, 9 carabinieri)
- 1º Plotone (30 effettivi: 1 ufficiale, 4 sottufficiali, 25 carabinieri)
  - Nucleo Comando Plotone (5 effettivi: 1 ufficiale, 1 sottufficiale, 4 carabinieri)
  - 1º Nucleo (8 effettivi: 1 sottufficiale, 7 carabinieri)
  - 2º Nucleo (8 effettivi: 1 sottufficiale, 7 carabinieri)
  - 3º Nucleo (8 effettivi: 1 sottufficiale, 7 carabinieri)
- 2º Plotone (30 effettivi: 1 ufficiale, 4 sottufficiali, 25 carabinieri)
  - Nucleo Comando Plotone (5 effettivi: 1 ufficiale, 1 sottufficiale, 4 carabinieri)
  - 1º Nucleo (8 effettivi: 1 sottufficiale, 7 carabinieri)
  - 2º Nucleo (8 effettivi: 1 sottufficiale, 7 carabinieri)
  - 3º Nucleo (8 effettivi: 1 sottufficiale, 7 carabinieri)

#### Le denominazioni
- Plotone Carabinieri
- Compagnia Carabinieri "Aquileia"

#### Il Motto
"Perseverantia omnia transcendo".

### I Depositi nucleari e l'operazione "Silent Echo"

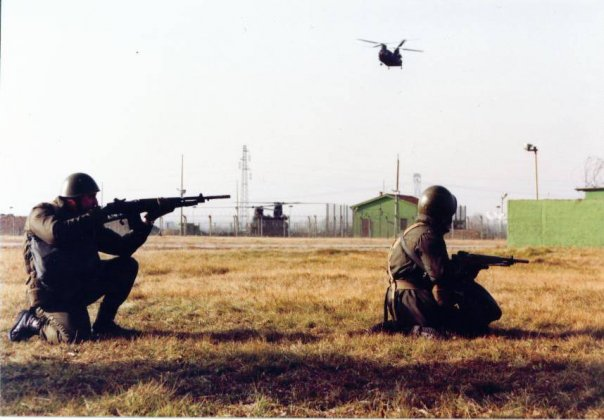
1992. Operazione "Silent Echo" con lo svuotamento del munizionamento nucleare del Sito Algol di Orsago mediante l'utilizzo di elicotteri Boeing CH-47 Chinook USA della E Company del 502nd Aviation Regiment di stanza ad Aviano

Il Governo Statunitense decise, subito dopo la Seconda guerra mondiale di collocare in Europa delle proprie armi nucleari; esse erano di due categorie:
- le armi direttamente destinate all'uso delle forze armate statunitensi, dette "a chiave singola";
- le armi statunitensi destinate alle forze armate alleate, le quali avrebbero dovute essere utilizzate su propri sistemi di lancio missilistici e d'artiglieria, dette "a doppia chiave" (dove la prima "chiave", cioè la bomba o la testata, era posseduta dalle forze armate statunitensi e la seconda "chiave", cioè i sistemi di lancio erano posseduta dalle forze del paese alleato ospitante).

Dal punto di vista giuridico furono predisposti accordi-quadro di pubblico dominio, denominati "Agreements for Cooperation on the Uses of Atomic Energy for Mutual Defense Purposes" ("Accordi per la cooperazione nell'impiego dell'energia atomica a scopo di reciproca difesa").

L'Italia firmò un tale Accordo il 3 dicembre 1960, cioè ben parecchi anni dopo che le forze armate statunitensi avevano installato sul suolo italiano armi nucleari, precisamente nel 1957.

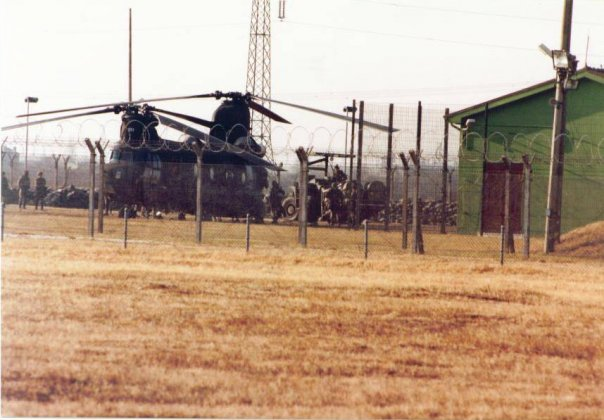
1992. Operazione "Silent Echo" con lo svuotamento del munizionamento nucleare del Site Algol di Orsago mediante l'utilizzo di elicotteri Boeing CH-47 Chinook USA della E Company del 502nd Aviation Regiment di stanza ad Aviano

Agli accordi-quadro seguì un "Program of Cooperation" ("Programma di Cooperazione") segreto, in cui si stabilirono quali dovevano essere i Reparti speciali del Paese alleato ospitante che devono addestrarsi all'uso eventuale delle armi nucleari ed i tipi di armi che gli Stati Uniti d'America assegnavano all'uso delle forze armate del Paese alleato ospitante.

Un altro documento fu il "Atomic Stockpile Agreement" ("Accordo sui depositi nucleari") anch'esso segreto, in cui si stabilirono le dislocazioni dei depositi nucleari, la ripartizione dei costi e si stabilì che le armi nucleari dovevano essere custodite da Reparti statunitensi, mentre la sicurezza esterna dei depositi doveva essere garantita dalle forze armate del Paese alleato ospitante; in questo Accordo si assegnava al Segretario della Difesa statunitense la possibilità d'informare i Governi dei Paese alleato ospitanti delle modifiche di consistenza dei depositi nucleari collocati nel territorio del Paese ospitante, anche se non era prevista alcuna consultazione preventiva per tali modifiche.
I reparti di custodia statunitensi facevano parte degli specialisti d'artiglieria delle Mun.S.S. - Munitions Support Squadron, composta da circa 110 militari, responsabili della sicurezza fisica degli ordigni, del controllo e della allocazione delle armi nei depositi, i quali dipendevano dal 38° M.M.G. - Munitions Maintenance Group, con sede nella base aerea di Spangdahlem.
Le testate nucleari immagazzinate originariamente durante il periodo della guerra fredda nelle installazioni militari di Palu di Orsago, presso il Deposito Site Algol, di Chiarano, presso il Deposito Site Altair, di Alvisopoli a Fossalta di Portogruaro presso il Deposito Site Castor già inattivo nel 1979 e di Naz-Sciaves presso il Deposito Site Rigel inattivo dal 1984, erano situate in prossimità dei Reparti operativi e pronte così all'immediato impiego, successivamente, in fase di riorganizzazione, tutto il munizionamento fu riunito nel solo Deposito Site Pluto, di Longare a Vicenza ad eccezione del Site Algol che fu mantenuto operativo fino al 1992. I missile Lance di riserva venivano invece custoditi presso il deposito di Villabona di Goito.
In base al trattato USA-Unione Sovietica START I stipulato nel 1991 relativo al disarmo nucleare in Europa, tutte le armi e le attrezzature nucleari presenti in Germania, Paesi Bassi, Grecia, Turchia e Italia vennero riconsegnate alla 59th Ordance Brigade di stanza in Germania, a Pirmasens, custode del deposito di Münster. Quelle conservate in Italia transitarono attraverso l'aeroporto di Aviano mentre i vettori dei missili Lance furono consegnati all'United States Army a Livorno e imbarcati per gli USA.
L'operazione di retrocessione delle armi nucleari tattiche di proprietà dell'United States Army dall'Europa fu denominata in codice "Silent Echo" (Eco silenzioso) e si concluse entro il 15 maggio del 1992. Fu la più grande e complessa operazione di trasporto di armi nucleari nella storia militare.

### Le esercitazioni NATO e l'operazione "Able Archer 83"
La Brigata partecipava annualmente alle varie esercitazioni europee della NATO denominate negli anni sessanta Diamond Blue, King Neptune, Drum Beat, Golden Rod, Dense Crop e alle Distant-Dragon Hammer, Wintex Cimex e Display Determination degli anni ottanta. In Italia queste erano pianificate dal Comando delle forze terrestri alleate del Sud Europa di Verona.

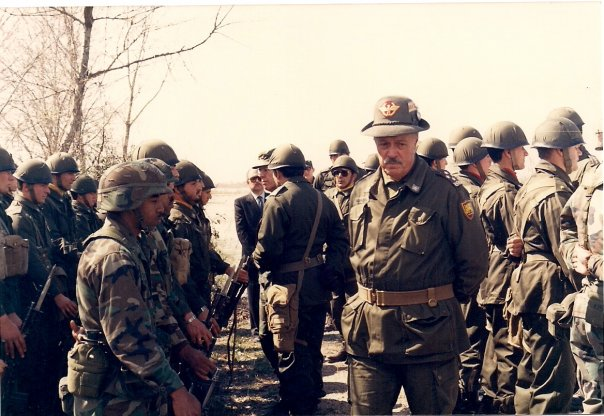
Esercitazione Display Determination del 1988 ca. a Rivis di Sedegliano. Visita del generale F.T.A.S.E. Benito Gavazza ad una batteria del 3º Gruppo missili "Volturno"

Durante lo svolgimento delle manovre operative Display Determination, che in italiano significa mostrarsi con determinazione e di norma duravano una settimana circa, erano mobilitate tutte le Forze armate e la quasi totalità dell'Esercito Italiano schierato in Trentino-Alto Adige, Friuli-Venezia Giulia e Veneto con il III, IV e V Corpo d'armata e da consuetudine veniva simulato un attacco da parte del partito arancione, ossia delle forze del Patto di Varsavia, dalla soglia di Gorizia con il conseguente contrattacco liberatorio Alleato del partito azzurro.
Negli anni ottanta la Brigata, frammentata in diversi siti, si schierava inizialmente sulle sponde del fiume Isonzo a ridosso di quella che poteva essere realmente in caso di guerra la prima linea per poi arretrare, durante le ore notturne, e riorganizzarsi nelle più fortificate retrovie del fiume Tagliamento ove venivano simulati lanci di missili Lance e di granate nucleari da parte dei Gruppi di artiglieria pesante a traino meccanico e semovente. Durante le esercitazioni per rendere più simile la realtà il Reparto logistico che trasportava le testate atomiche per i missili Lance, scortati dai fucilieri, erano quotidianamente sottoposti ad attacchi aerei simulati portati da Lockheed F-104 Starfighter dell'aviazione militare italiana.

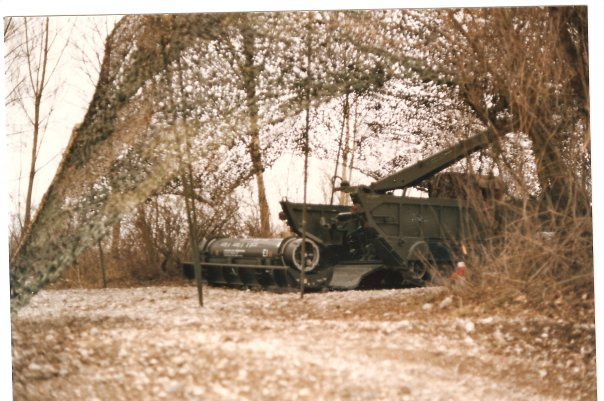
1987. Occultamento con reti mimetiche di un vettore Lance e del cingolato M688 del 3º Gruppo missili "Volturno" durante le esercitazioni Display Determination

In caso reale di conflitto il Comando Brigata sarebbe stato trasferito nel posto comando protetto dello sbarramento difensivo di Rivis di Sedegliano, in provincia di Udine, mentre il trasporto delle testate nucleari dal Deposito "Site Pluto" (tradotto in Covo di Plutone) di Vicenza alle varie postazioni di lancio disseminate nella pianura friulana-veneta sarebbe stato affidato agli autieri del Reparto logistico con gli autocarri OM 6600 Acp 56.
Con le stesse modalità di schieramento, nel novembre del 1983 la Brigata prese parte alla nota operazione Able Archer 83 (Abile arciere). Così fu chiamata in codice l'esercitazione della NATO, che fu rivelata per la prima volta nel 2013 dopo la declassificazione di documenti americani secretati. Durata 10 giorni, l'operazione simulava una escalation globale che avrebbe portato alla guerra nucleare fra la NATO e il Patto di Varsavia. La simulazione iniziò il 2 novembre 1983, controllata dal Supreme Headquarters Allied Powers Europe con sede a Casteau, a nord della città di Mons. In Europa furono mobilitati 40.000 uomini e lo stato di allerta negli Usa fu portato a Defcon 1, al livello massimo. "Able Archer" si avvicinò talmente alla realtà che l'Unione Sovietica scambiò questa esercitazione militare della NATO per un tentativo di attacco attivando di conseguenza i missili balistici e le basi militari pronti a un attacco preventivo. La CIA rivelò approntamenti dell'aviazione avversaria con munizionamento nucleare nel Baltico, in Polonia, nella Germania dell'Est e in Cecoslovacchia.
Piani militari segreti del Patto di Varsavia, risalenti agli anni sessanta e resi pubblici nel 2005, prevedevano un attacco all'Italia attraverso la neutrale Austria con un bombardamento nucleare preventivo sulle città di Vienna, Monaco di Baviera, Innsbruck, Venezia, Padova, Vicenza, Verona, Ghedi e Piacenza. Le truppe russe-ungheresi consistenti in 7 divisioni motorizzate, 3 divisioni corazzate, 38 lanciamissili, 214 aerei da combattimento, 121 caccia, 24 aerei da ricognizione e 25 bombardieri con armi atomiche prevedevano di occupare il Nord Italia, attraverso le linee di penetrazione di Tarvisio e della Val Camonica, raggiungendo Brescia e Bologna in 13 giorni di combattimenti attestandosi poi saldamente sull'Appennino tosco-emiliano. Al contrario i piani militari segreti della NATO prevedevano, secondo quanto affermato dall'ex presidente Francesco Cossiga in una nota trasmissione televisiva della Rai, una risposta nucleare italiana sulle città di Praga e Budapest condotta dall'aeronautica militare con cacciabombardieri Panavia Tornado dell'aeroporto di Brescia-Ghedi.

### Lo scioglimento

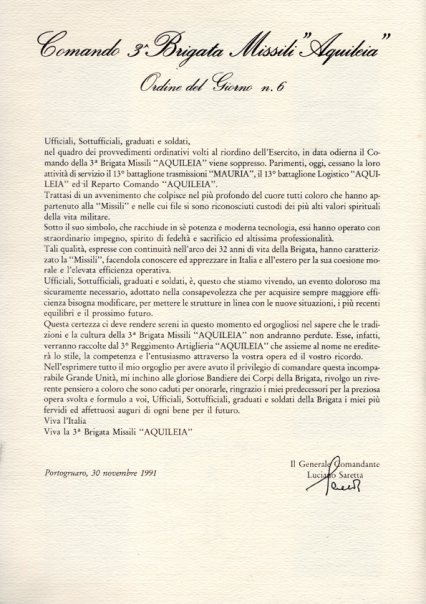
Ordine del Giorno nº 6 del 30 novembre 1991 del Comando della 3ª Brigata Missili "Aquileia"

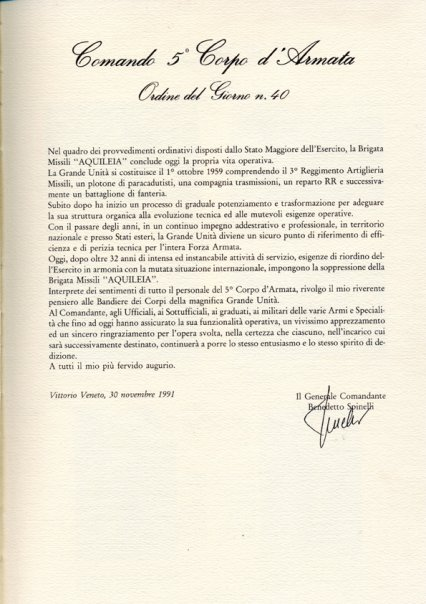
Ordine del Giorno nº 40 del 30 novembre 1991 del Comando del 5º Corpo d'armata

Il 1º dicembre 1991 la 3ª Brigata Missili "Aquileia" fu sciolta e ridotta a 3º Reggimento artiglieria "Aquileia", il quale a sua volta fu sciolto nel 2001, in seguito ad una nuova riorganizzazione dell'Esercito Italiano dovuta alla mancata sostituzione in sede NATO dei missili MGM-52 Lance, ormai obsoleti, difatti la tensione fra i due blocchi contrapposti si era notevolmente attenuata e stava mutando in Europa lo scenario strategico-militare.

## Denominazione
- III Brigata Missili (III Brg.Msl.) - dal 1º ottobre 1959 al 28 novembre 1977
- 3ª Brigata Missili "Aquileia" (3ª Brg.Msl. "Aquileia") - dal 28 novembre 1977 al 1º dicembre 1991
- 3º Reggimento Artiglieria "Aquileia" (3º Rgt.A. "Aquileia") - dal 1º dicembre 1991 al 2001

## La struttura della Brigata

### Situazione nel 1959
- Quartier generale a Vicenza
- 3º Reggimento Artiglieria Missili, Portogruaro - Caserma "Luciano Capitò"
  - I Gruppo Artiglieria Missili (Honest John)
  - II Gruppo Artiglieria Missili (Honest John)
- Distaccamento (Squadra) Speciale Paracadutisti Acquisizione Obiettivi
- Battaglione Fucilieri
- Battaglione Genio Pionieri
- Compagnia Trasmissioni
- Reparto RRR
- Sezione ABC
- Sezione Aerei Leggeri, Portogruaro - Aeropista Militare in terra battuta

### Situazione attorno al 1970
- Reparto Comando, Portogruaro
- 3º Reggimento Artiglieria Missili "Aquileia" (Honest John), Portogruaro
  - Comando
  - I Gruppo, Codognè
  - II Gruppo, Portogruaro
  - III Gruppo, Oderzo
  - IV Gruppo, Elvas
- XIV Gruppo Artiglieria Pesante "Adige" (Obice da 203/25), Trento poi Elvas
- XV Gruppo Artiglieria Pesante "Rovigo" (203/25), Brescia poi Verona
- XIII Gruppo Acquisizione Obiettivi, Verona
- XIII Battaglione Fanteria
  -  I Compagnia Fucilieri Codognè
  -  II Compagnia Fucilieri, Portogruaro
  -  III Compagnia Fucilieri, Oderzo
  -  IV Compagnia Fucilieri, Elvas
- XXI Battaglione Genio Pionieri, Vicenza
- XIII Battaglione Trasmissioni, Portogruaro
- XIII RRR, Vicenza

### Situazione dal 1975
- 3ª Brigata Missili "Aquileia", assegnata al 5º Corpo d'armata
  - Reparto Comando, Portogruaro
- 3º Gruppo Artiglieria Missili "Volturno" (Lance), Oderzo, caserma Francesco Zanusso
  - 1ª Batteria, Oderzo
  - 2ª Batteria, Codognè
  - 3ª Batteria, Codognè
- 1º Gruppo Artiglieria Pesante "Adige", Elvas, caserma Giovanni Ruazzi
- 9º Gruppo Artiglieria Pesante "Rovigo", Verona
- 27º Reggimento Artiglieria Pesante Semovente "Marche", Udine
- 13º Gruppo Acquisizione Obiettivi, Verona
- 41º Gruppo Specialisti Artiglieria "Cordenons", Pordenone, Caserma M. Fiore
- 92º Battaglione Fanteria "Basilicata", Portogruaro
- 1ª Compagnia Autonoma Fucilieri, Codognè
- 2ª Compagnia Autonoma Fucilieri, Vicenza
- 3ª Compagnia Autonoma Fucilieri, Oderzo
- 4ª Compagnia Autonoma Fucilieri, Elvas, caserma Giovanni Ruazzi
- 21º Battaglione Genio Pionieri "Timavo", Vicenza
- 13º Battaglione Trasmissioni "Mauria", Portogruaro, caserma Luciano Capitò
- 13º Battaglione Logistico di Manovra, Portogruaro
- Compagnia Carabinieri "Aquileia", Portogruaro

### Situazione nel 1983-1991
- Quartier generale, Portogruaro
- 3º Gruppo Artiglieria Missili (Gr.Msl.) "Volturno", Oderzo - Caserma "Zanusso" e Codognè - Caserma "Pietro Maset"
- 1º Gruppo Artiglieria Pesante (Gr.A.Pe.) "Adige",[9] Elvas - Caserma "Giovanni Ruazzi"[10]
- 9º Gruppo artiglieria pesante "Rovigo", Verona - Caserma "Ugo Passalacqua"
- 27º Gruppo Artiglieria Pesante Semovente (Gr.A.Pe.Smv.) "Marche", Udine - Caserma "Osoppo"[11]
- 13º Gruppo Acquisizione Obiettivi (Gr.Ac.O.) "Aquileia", Verona - Caserma "Ugo Passalacqua"
- 41º Gruppo Specialisti Artiglieria "Cordenons", Pordenone, Caserma Mario Fiore
- 92º Battaglione Fanteria "Basilicata", Centro Addestramento Reclute, Foligno - Caserma "Ferrante Gonzaga Del Vodice"
- Quattro Compagnie Autonome Fucilieri di Sicurezza:
  - 1ª Compagnia, Codognè - Caserma "Pietro Maset"
  - 2ª Compagnia,[12] Vicenza - Caserma "Antonio Chinotto" poi Portogruaro
  - 3ª Compagnia, Oderzo - Caserma "Francesco Zanusso"
  - 4ª Compagnia, Udine - Caserma "Osoppo"
- Compagnia Carabinieri "Aquileia", Vicenza - Caserma "Antonio Chinotto"
- Compagnia Genio Pionieri "Aquileia", Vicenza - Caserma "Chinotto" poi Portogruaro - Caserma "Luciano Capitò"
- 13º Battaglione Trasmissioni "Mauria", Portogruaro - Caserma "Luciano Capitò"
- 13º Battaglione Logistico di Manovra, Portogruaro - Caserma "Luciano Capitò", Treviso - Caserma "Cadorin" e Palazzolo dello Stella - Caserma "G. Degano".[13]

### Situazione nel 1992: la Brigata è ridotta a Reggimento
- 3º Reggimento Missili "Aquileia"
  -  Comando, Portogruaro
- 3º Gruppo Artiglieria Missili "Volturno", Oderzo
  - 1ª Batteria, Oderzo
  - 2ª Batteria, Codognè
  - 3ª Batteria, Codognè
- 27º Gruppo Artiglieria Pesante Semovente "Marche", Udine
- 13º Gruppo Acquisizione Obiettivi, Verona
- 1ª Compagnia Autonoma Fucilieri, Codognè
- 3ª Compagnia Autonoma Fucilieri, Oderzo
- 4ª Compagnia Autonoma Fucilieri, Udine
- Compagnia Trasmissioni, Portogruaro

## Comandanti
I Comandanti della Brigata Missili sono stati i seguenti:
- III Brigata Missili 1959-1977:
  - 01.10.1959-30.09.1960: Gen.B. Alberto Orlando
  - 01.10.1960-26.08.1962: Gen.B. Giovanni De Gennaro
  - 27.08.1962-30.09.1963: Gen.B. Salvatore Arcovito
  - 01.10.1963-30.12.1964: Gen.B. Vittorio Carrillo
  - 31.12.1964-30.12.1965: Gen.B. Antonio Grossi
  - 31.12.1965-31.01.1967: Gen.B. Mario Nardi
  - 01.02.1967-15.06.1968: Gen.B. Vito Giustiniani
  - 16.05.1968-09.01.1970: Gen.B. Gaetano Belvedere
  - 10.01.1970-14.10.1970: Gen.B. Adriano Guerrieri
  - 15.10.1970-09.01.1973: Gen.B. Maggiorino Spalla
  - 10.01.1973-14.09.1974: Gen.B. Vittorio Monastra
  - 15.09.1974-14.09.1976: Gen.B. Ferruccio Schiavi
  - 15.09.1976-28.11.1977: Gen.B. Giovanni Ravenna
- 3ª Brigata Missili "Aquileia" 1977-1991:
  - 28.11.1977-19.09.1978: Gen.B. Giovanni Ravenna
  - 20.09.1978-08.09.1980: Gen.B. Mario de Sterlich
  - 09.09.1980-08.09.1981: Gen.B. Francesco Galdiolo
  - 09.09.1981-28.09.1983: Gen.B. Adriano Galli
  - 29.09.1983-11.10.1984: Gen.B. Nicola de Pasqua
  - 12.10.1984-15.05.1986: Gen.B. Duilio Mambrini
  - 15.05.1986-19.09.1986: Col. Ignazio Pizzo (in sede vacante)
  - 20.09.1986-20.04.1988: Gen.B. Sergio Siracusa
  - 21.04.1988-31.08.1990: Gen.B. Franco Preite
  - 01.09.1990-30.11.1991: Gen.B. Luciano Saretta

## Armoriale

### III Brigata Missili; 3ª Brigata Missili "Aquileia"

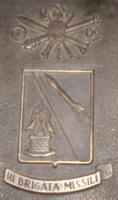
Stemma Araldico della III Brigata Missili
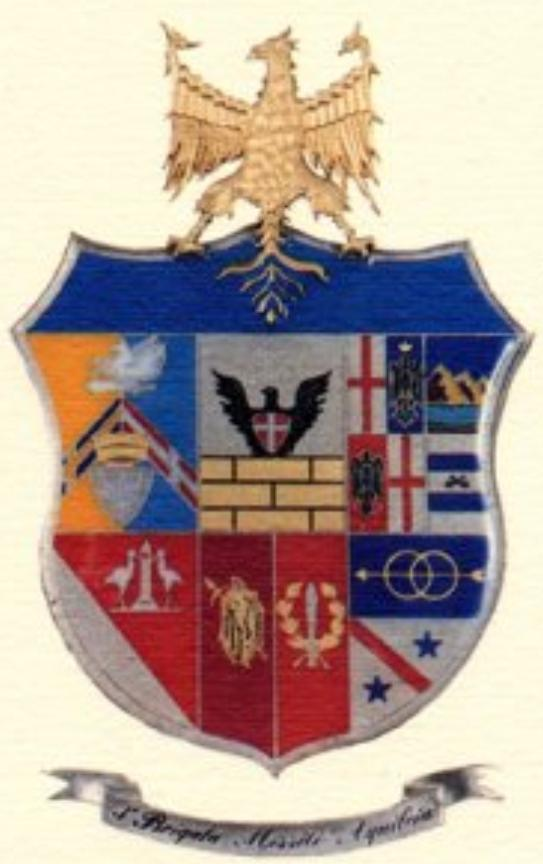
Grande Arma Araldica della 3ª Brigata Missili "Aquileia"
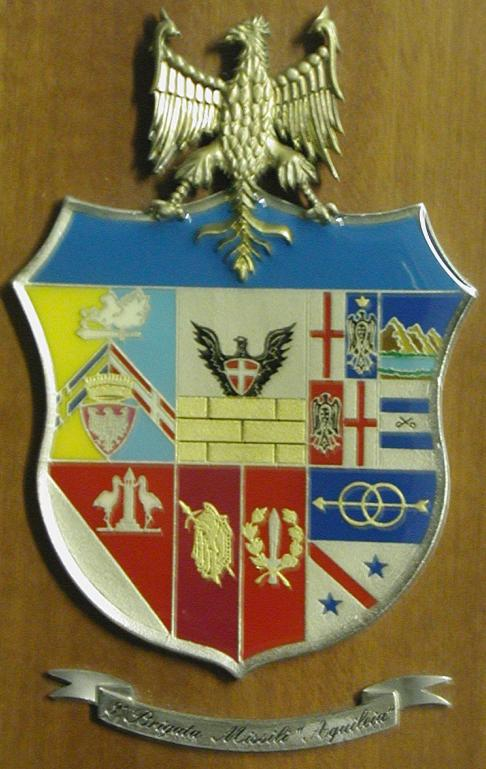
Distintivo d'Appartenenza della Grande Arma Araldica della 3ª Brigata Missili "Aquileia" da apporre sulla pattina del taschino superiore sinistro dell'uniforme, per tutti i militari dipendenti direttamente dalla Brigata
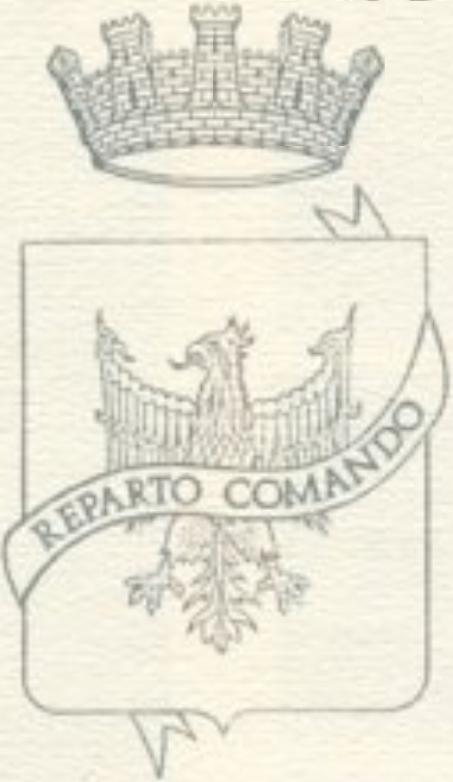
Stemma Araldico del Reparto Comando della 3ª Brigata Missili "Aquileia"
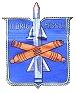
Distintivo d'Appartenenza della III Brigata Missili da apporre sul taschino superiore sinistro dell'uniforme, per tutti i militari dipendenti direttamente dalla Brigata
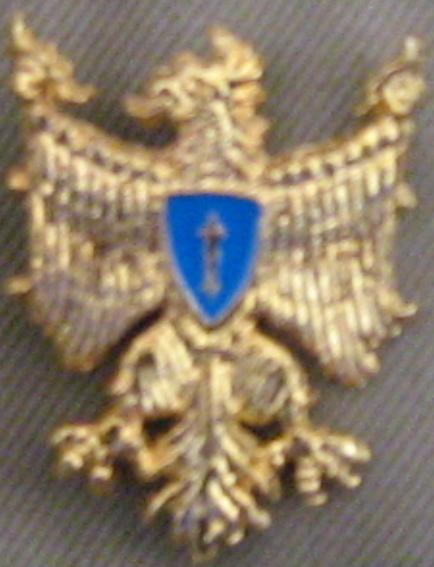
Distintivo Tradizionale della III Brigata Missili e della 3ª Brigata Missili "Aquileia" da apporre sulla pattina del taschino superiore sinistro dell'uniforme, per tutti i militari delle Unità dipendenti dalla Brigata ed anche se non più appartenenti alla Brigata
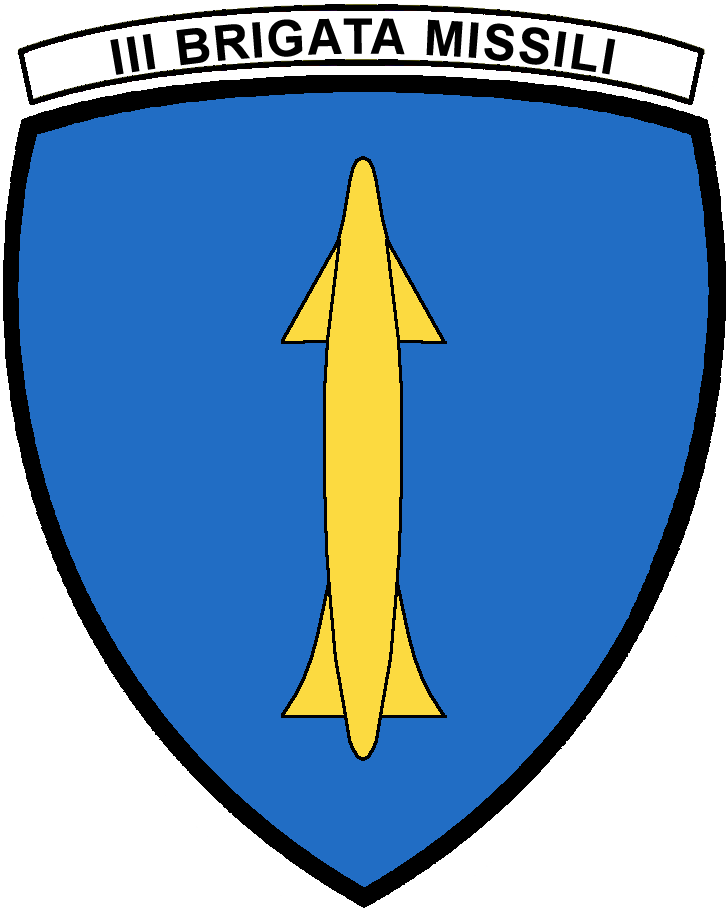
Distintivo d'Appartenenza della III Brigata Missili e della 3ª Brigata Missili "Aquileia" da apporre sulla parte omerale sinistra dell'uniforme, per tutti i militari delle Unità dipendenti dalla Brigata

### Reparto Missili

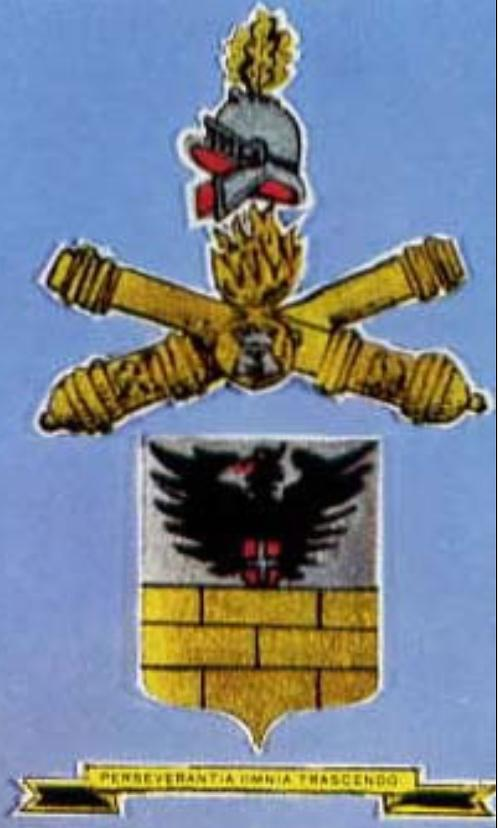
Stemma Araldico del 3º Reggimento Artiglieria Missili
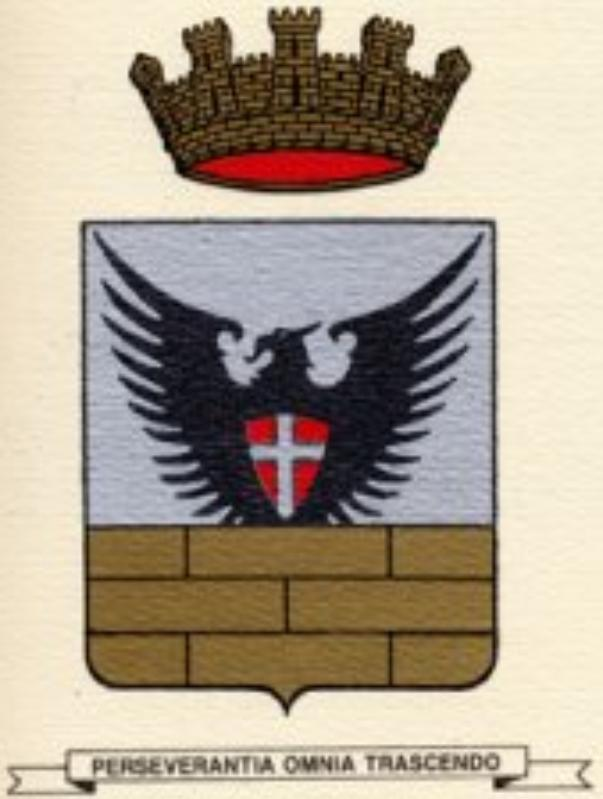
Stemma Araldico del 3º Gruppo Missili "Volturno"
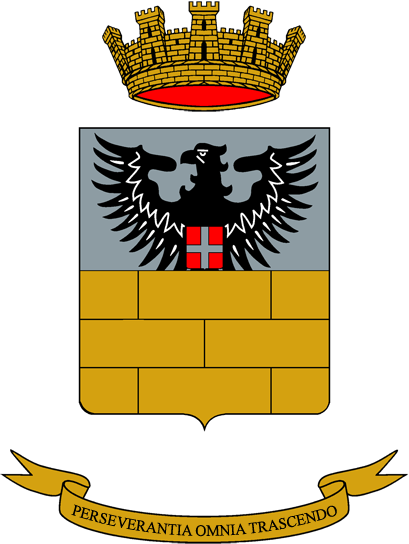
Stemma Araldico del 3º Gruppo Missili "Volturno"
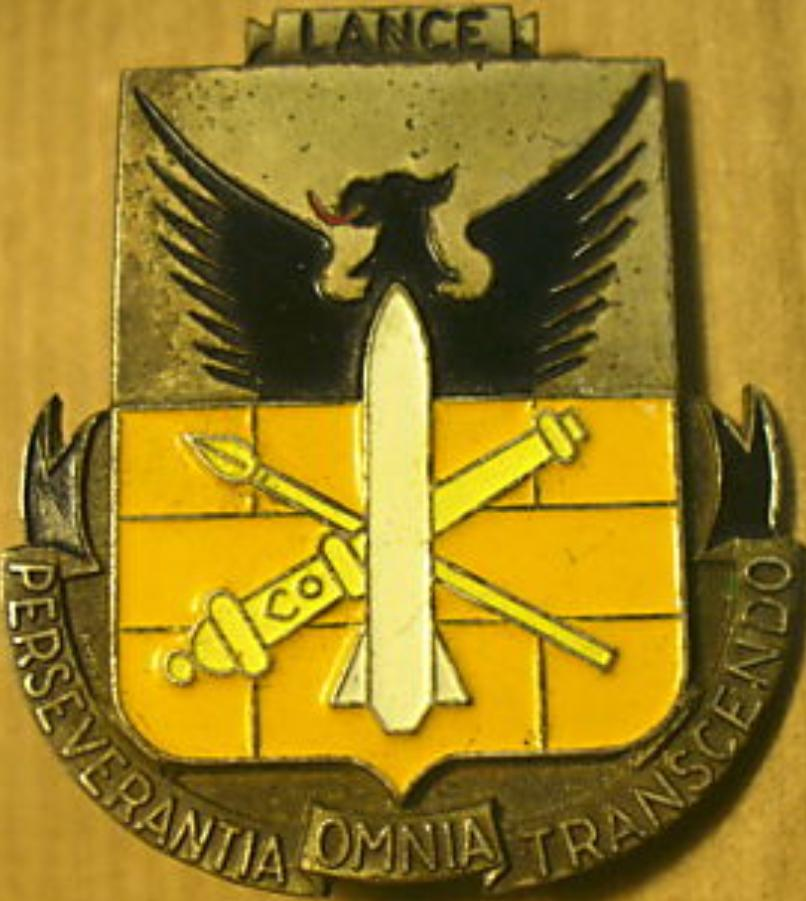
Distintivo d'Appartenenza del 3º Gruppo Missili "Volturno" da apporre sul taschino superiore sinistro dell'uniforme, per tutti i militari dipendenti direttamente dal Gruppo

### Reparti Artiglieria

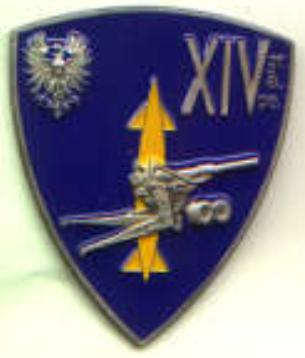
Distintivo d'Appartenenza del XIV Gruppo Artiglieria Pesante da apporre sul taschino superiore sinistro dell'uniforme, per tutti i militari dipendenti direttamente dal Gruppo
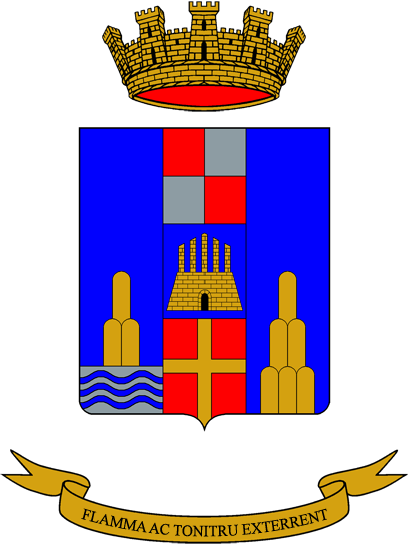
Stemma Araldico del 1º Gruppo Artiglieria Pesante "Adige"
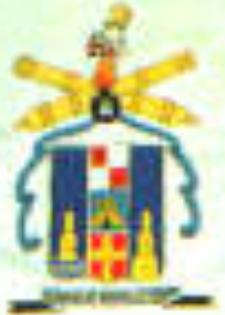
Stemma Araldico del 1º Gruppo Artiglieria Pesante "Adige"
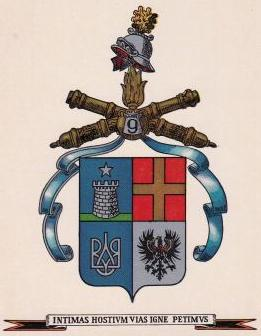
Stemma Araldico del 9º Gruppo Artiglieria Pesante "Rovigo"
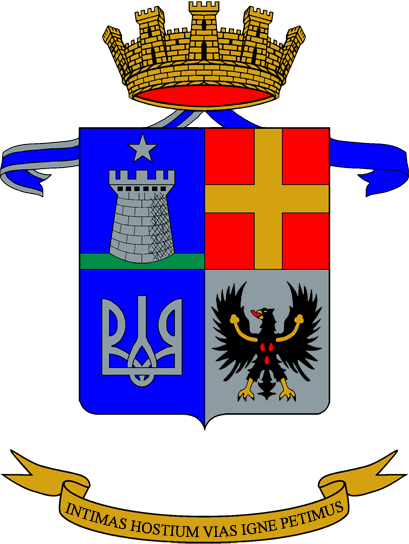
Stemma Araldico del 9º Gruppo Artiglieria Pesante "Rovigo"
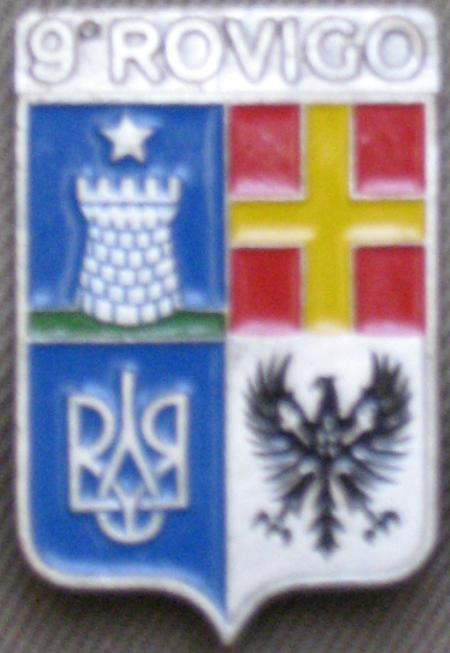
Distintivo d'Appartenenza del 9º Gruppo Artiglieria Pesante "Rovigo" da apporre sul taschino superiore sinistro dell'uniforme, per tutti i militari dipendenti direttamente dal Gruppo
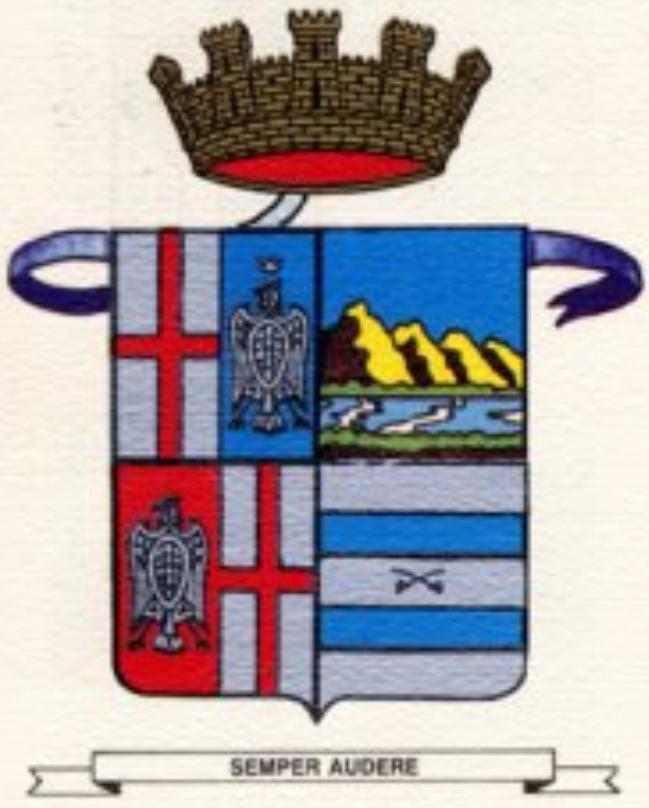
Stemma Araldico del 27º Gruppo Artiglieria Pesante Semovente "Marche"
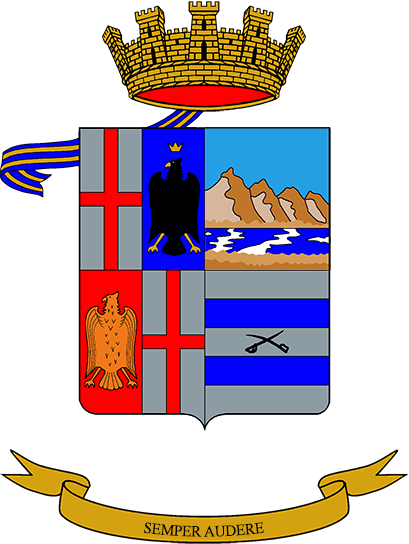
Stemma Araldico del 27º Gruppo Artiglieria Pesante Semovente "Marche"

### Reparti Acquisizioni Obiettivi e Specialisti d'Artiglieria

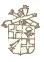
Stemma Araldico del XIII Gruppo Acquisizione Obiettivi
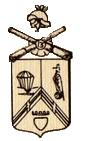
Stemma Araldico del 13º Gruppo Acquisizione Obiettivi
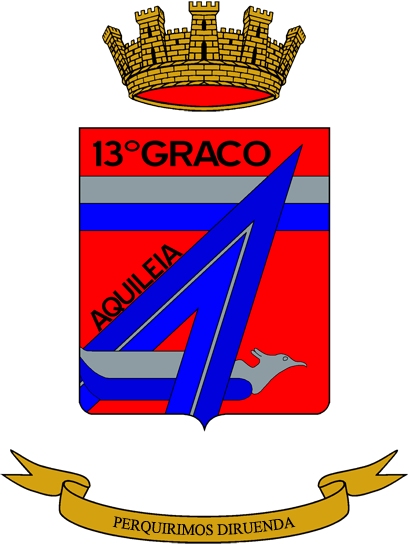
Stemma Araldico del 13º Gruppo Acquisizione Obiettivi "Aquileia"
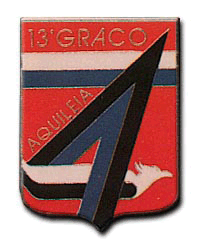
Distintivo d'Appartenenza del 13º Gruppo Acquisizione Obiettivi "Aquileia" da apporre sul taschino superiore sinistro dell'uniforme, per tutti i militari dipendenti direttamente dal Gruppo
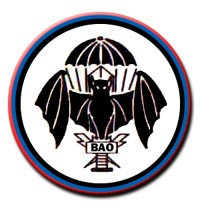
Distintivo d'Appartenenza della Batteria Acquisizione Obiettivi del 13º Gruppo Acquisizione Obiettivi "Aquileia" da apporre sulla parte omerale sinistra dell'uniforme, per tutti i militari dipendenti direttamente dalla Batteria
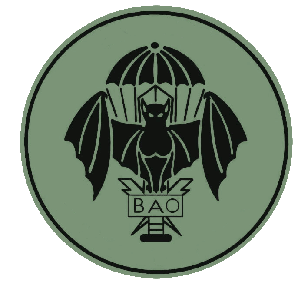
Distintivo d'Appartenenza a bassa visibilità della Batteria Acquisizione Obiettivi del 13º Gruppo Acquisizione Obiettivi "Aquileia" da apporre sulla parte omerale sinistra dell'uniforme, per tutti i militari dipendenti direttamente dalla Batteria
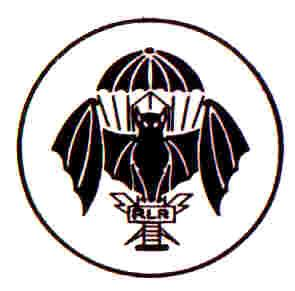
Distintivo d'Appartenenza del Reparto L.R.R.P. - Long Range Reconnaissance Patrol da apporre sulla parte omerale sinistra dell'uniforme, per tutti i militari dipendenti direttamente dal Reparto
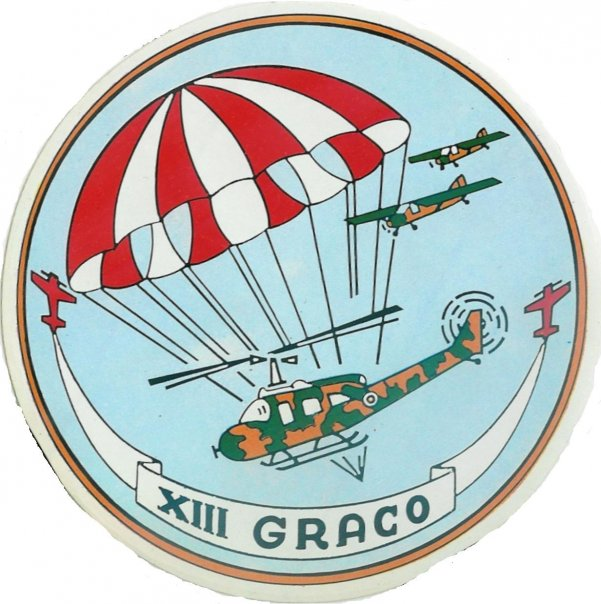
Distintivo d'Appartenenza della Componente Aviazione Leggera dell'Esercito del XIII Gruppo Ricognizione ed Acquisizione Obiettivi da apporre sulla parte omerale sinistra dell'uniforme, per tutti i militari dipendenti direttamente dalla Componente
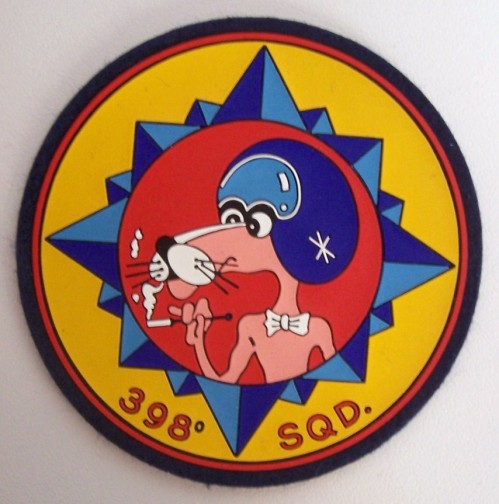
Distintivo d'Appartenenza del 398º Squadrone Aviazione Leggera dell'Esercito della Componente Aviazione Leggera del 13º Gruppo Acquisizione Obiettivi "Aquileia" da apporre sulla parte omerale sinistra dell'uniforme, per tutti i militari dipendenti direttamente dallo Squadrone
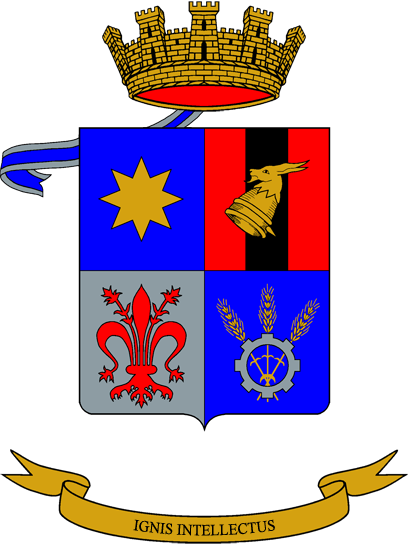
Stemma Araldico del 41º Reggimento Specialisti d'Artiglieria "Cordenons"

### Reparti Fanteria

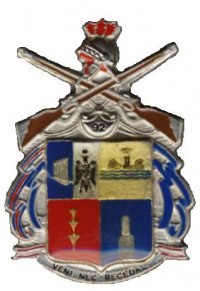
Distintivo d'Appartenenza del 92º Battaglione Fanteria "Basilicata" da apporre sul taschino superiore sinistro dell'uniforme, per tutti i militari dipendenti direttamente dal Battaglione
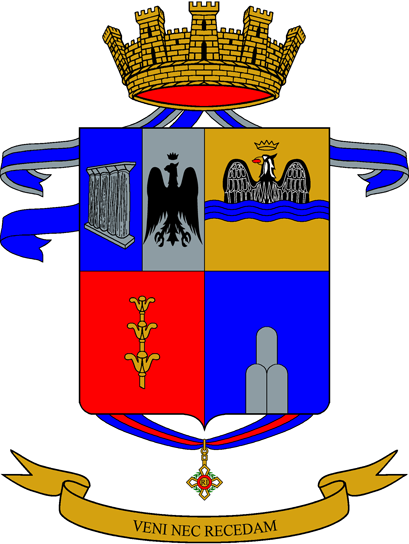
Stemma Araldico del 92º Reggimento Fanteria "Basilicata"

### Reparti Genio, Trasmissioni, Logistici

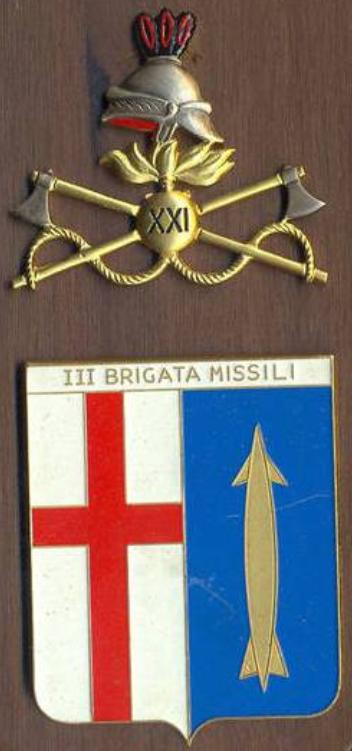
Distintivo d'Appartenenza del XXI Battaglione Genio Pionieri di Corpo d’Armata da apporre sul taschino superiore sinistro dell'uniforme, per tutti i militari dipendenti direttamente dal Battaglione
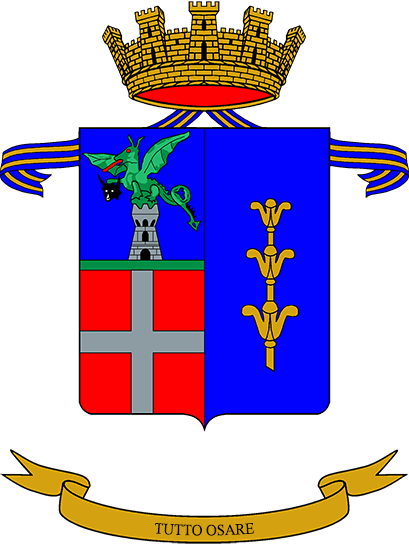
Stemma Araldico del 21º Battaglione Genio Pionieri "Timavo"
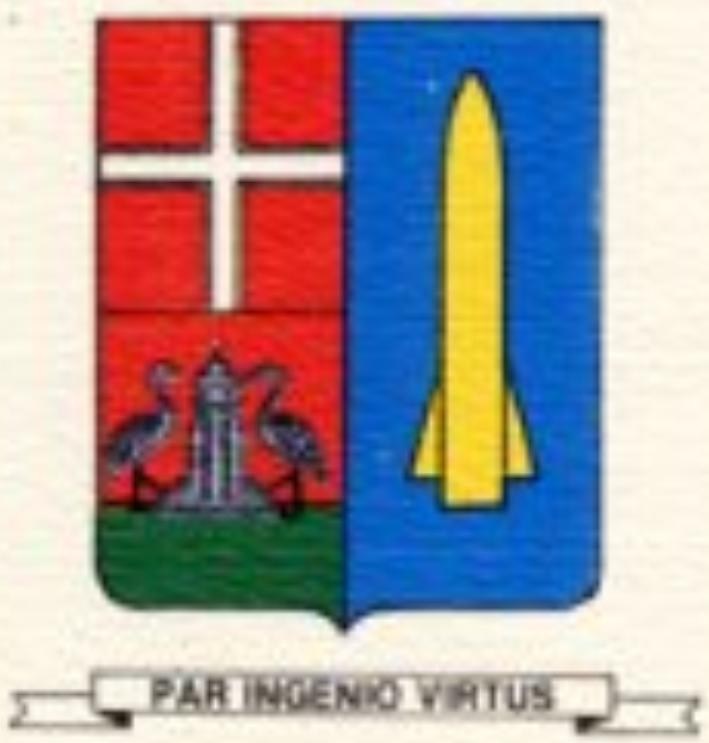
Stemma Araldico della Compagnia Genio Pionieri "Aquileia"
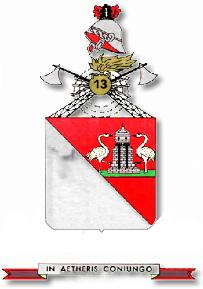
Stemma Araldico del 13º Battaglione Trasmissioni "Mauria"
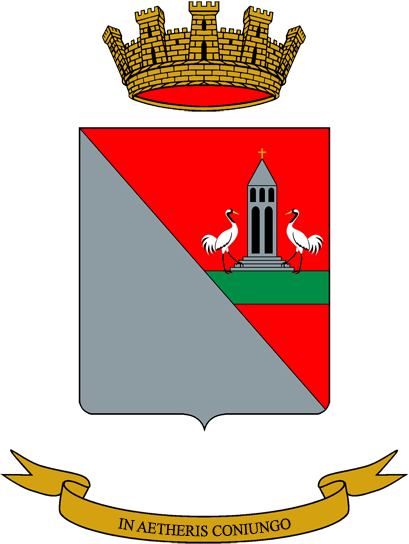
Stemma Araldico del 13º Battaglione Trasmissioni "Mauria"
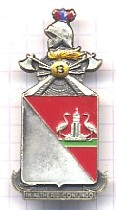
Distintivo d'Appartenenza del 13º Battaglione Trasmissioni "Mauria" da apporre sul taschino superiore sinistro dell'uniforme, per tutti i militari dipendenti direttamente dal Battaglione
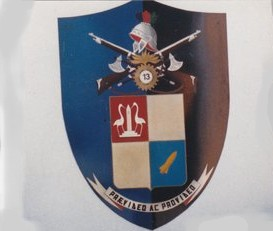
Stemma Araldico del 13º Battaglione Logistico "Aquileia"
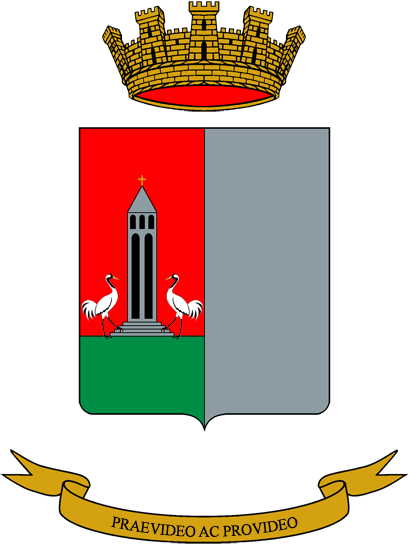
Stemma Araldico del 13º Battaglione Logistico "Aquileia"

## STANAG
STANAG era l'acronimo per "NATO STAndard Nomenclature AGreement" ("Accordi di Nomenclatura Standardizzata NATO"), poi divenuto "NATO STANdardization AGreements" ("Accordi di Standardizzazione NATO"), in pratica una sorta di normativa per la codifica e normalizzazione di tutte nomenclature in ambito militare NATO.

Qui per STANAG intendiamo essenzialmente la codificazione standard dei contrassegni tattici sui mezzi, ma gli accordi abbracciano tutti gli aspetti che necessitano o che richiedono procedure di standardizzazione al fine di migliorare le attività comuni fra tutti i Paesi dell'Alleanza atlantica.
Nello specifico lo STANAG 2027 "Marking of Military Vehicles" ("Marcatura dei veicoli militari"), emanato alla fine degli anni cinquanta, entrato in vigore in Italia dal 1º luglio 1960 e con Revisione nº 3 il 18 dicembre 1975, emendato per la settima ed ultima volta il 25 aprile 1991, al Paragrafo nº 15 recita testualmente:

"In genere i simboli tattici servono ad identificare i veicoli nell'ambito delle unità e consistono in linee e in figure geometriche o in combinazioni di esse; possono anche includere un nominativo. È preferibile che essi siano a colori. I simboli tattici devono avere dimensioni sufficientemente grandi da permettere l'identificazione terra-terra dei veicoli. Questi simboli sono stati previsti specialmente per permettere l'identificazione dei veicoli sul campo di battaglia. Il tipo dei simboli ed il posto dove collocarli devono essere prescritti dal Comando che li impiega. Quando i veicoli vengono definitivamente sottratti all'autorità del Comandante che aveva prescritto i simboli tattici, questi devono essere tolti.".
L'omologo atto d'indirizzo per le Forze Armate Statunitensi è il ABCA QSTAG 512 "Marking of Military Vehicles" del 31 gennaio 1979 emendato il 9 ottobre 1980.

### Stanag pre 1975
- 9030 giallo = XIII Gruppo ricognizione ed acquisizione obiettivi
- 9041 giallo = XV Gruppo artiglieria pesante

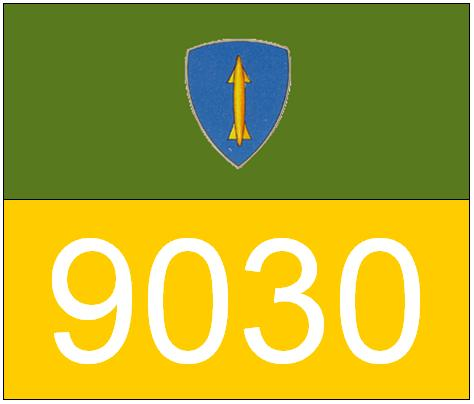
Stanag 9030 XIII Gruppo ricognizione ed acquisizione obiettivi
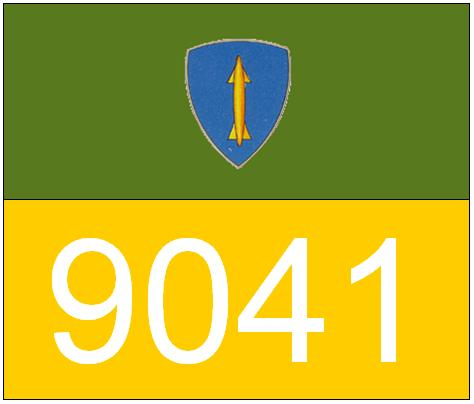
Stanag 9041 XV Gruppo artiglieria pesante

### Stanag post 1975
- 5512 giallo = 13º Gruppo acquisizione obiettivi "Aquileia"
- 5513 giallo = 9º Gruppo artiglieria pesante "Rovigo"
- 5515 giallo = 27º Reggimento artiglieria pesante semovente / 27º Gruppo artiglieria pesante semovente "Marche"
- 5550 nero\azzurro = 13º Reparto Riparazioni Rifornimenti e Recuperi / 13º Battaglione Logistico di Manovra / 13º Battaglione logistico "Aquileia"
- 5971 giallo = 3º Gruppo missili "Volturno"
- 5978 rosso = Compagnie Fucilieri di Sicurezza
- 5504 rosso = 4ª Compagnia Fucilieri di Sicurezza
- 5511 giallo = 1º Gruppo artiglieria pesante "Adige"
- 597A amaranto = Compagnia Genio Pionieri Aquileia

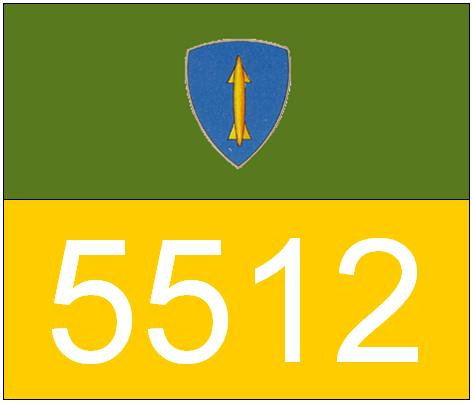
Stanag 5512 9º Gruppo artiglieria pesante "Rovigo"
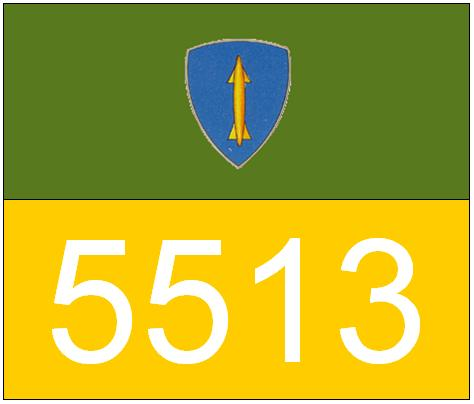
Stanag 5513 13º Gruppo acquisizione obiettivi "Aquileia"
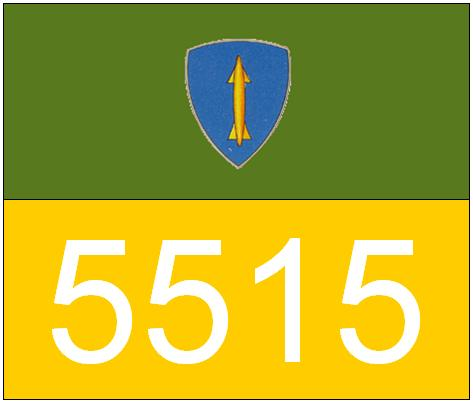
Stanag 5515 27º Reggimento artiglieria pesante Semovente 27º Gruppo artiglieria pesante semovente "Marche"
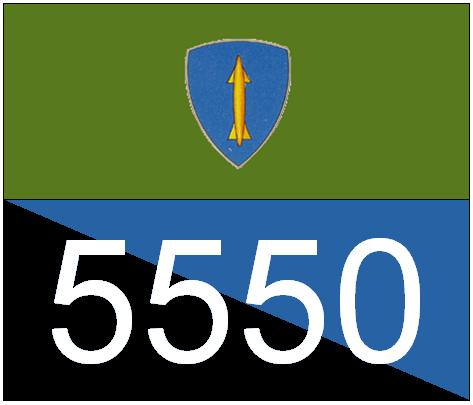
Stanag 5550 13º Reparto Riparazioni Rifornimenti e Recuperi 13º Battaglione Logistico di Manovra 13º Battaglione Logistico "Aquileia"
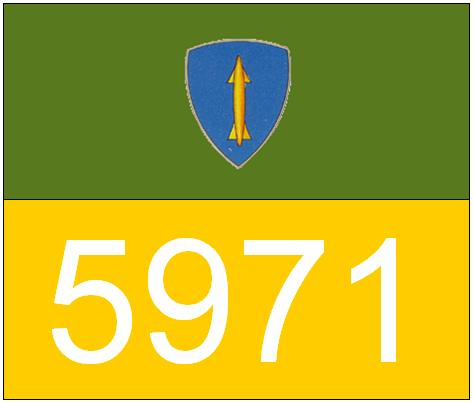
Stanag 5971 3º Gruppo missili "Volturno"
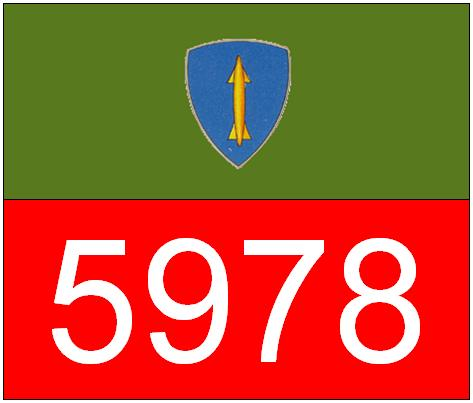
Stanag 5978 Compagnie Fucilieri di Sicurezza

## Personalità e/o personaggi che hanno prestato servizio nella Brigata
- Gigi Sammarchi nel 1976 nel plotone comando del 92º Battaglione fanteria "Basilicata" a Portogruaro.
- Stefano Masciarelli al 13º Battaglione trasmissioni "Mauria" successivamente distaccato a Verona alla Squadra Atleti.
- Paolo Barabani nel 1981, 5° scaglione, presso il 13º Battaglione trasmissioni "Mauria" ma aggregato alla Banda musicale.
- Giancarlo Marocchi nel 1982.
- Anselmo Robbiati nel 1990 nel 13º Battaglione trasmissioni "Mauria" poi trasferito al Centro atleti di Verona.
- Emo Tassi, nel Comando Brigata, col grado di tenente d'artiglieria, tra il 1962 ed il 1965. Transitato nell'Arma dei Carabinieri, vi ha percorso tutta la successiva carriera militare sino al grado di generale di Corpo d'Armata e né è divenuto vice comandante generale nel 2003.
- Roberto Pinotti, giornalista, pubblicista.
- Alessandro Veltri, tenente presso il Gruppo artiglieria pesante "Volturno" negli anni ottanta, generale di Brigata comandante la Brigata meccanizzata "Sassari".

## Galleria d'immagini

Fotografie della III Brigata Missili e della 3ª Brigata Missili “Aquileia”
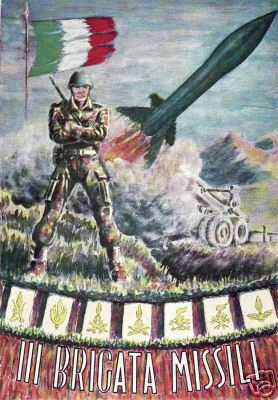
Cartolina della III Brigata Missili
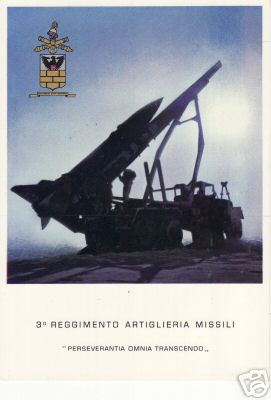
Cartolina del 3º Reggimento Artiglieria Missili
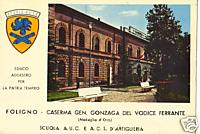
Cartolina della caserma Ferrante Gonzaga Del Vodice di Foligno sede negli anni sessanta del corso AUC di artiglieria
Manifesto del Comando FTASE riguardante l'esercitazione "Display Determination" del 1982
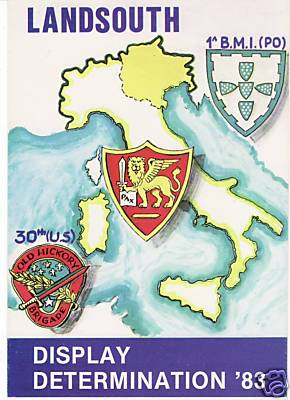
Cartolina del Comando NATO-FTASE di Verona riguardante le esercitazioni Display Determination del 1983
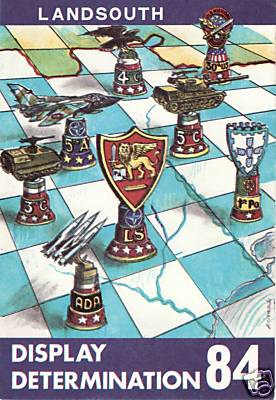
Cartolina del Comando NATO-FTASE di Verona riguardante le esercitazioni Display Determination del 1984
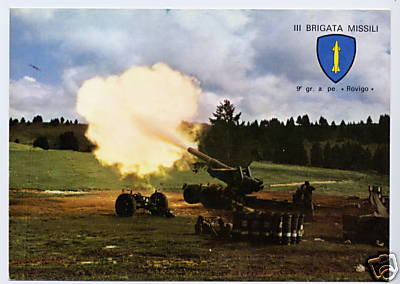
Cartolina E.I del 9º Gruppo Artiglieria Pesante "Rovigo"
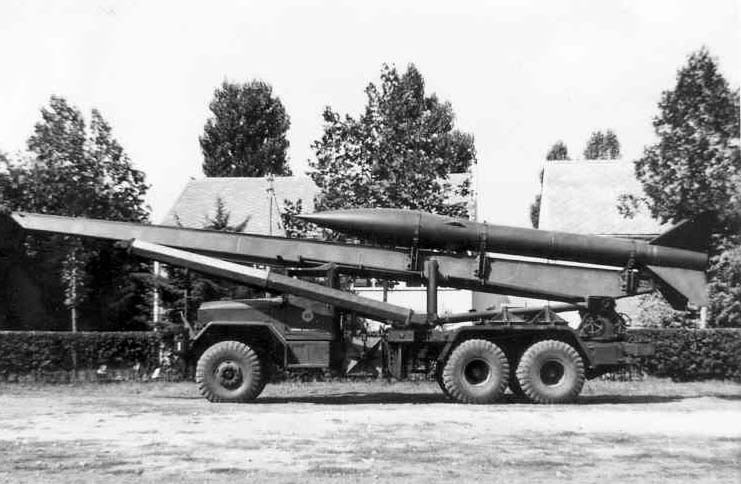
Missile Honest John presso la scuola di artiglieria di Bracciano
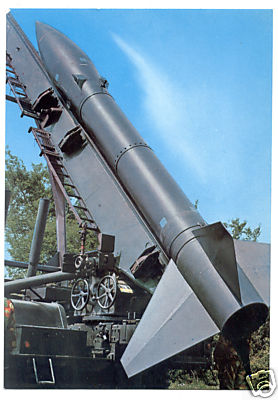
Cartolina E.I. del missile Honest John
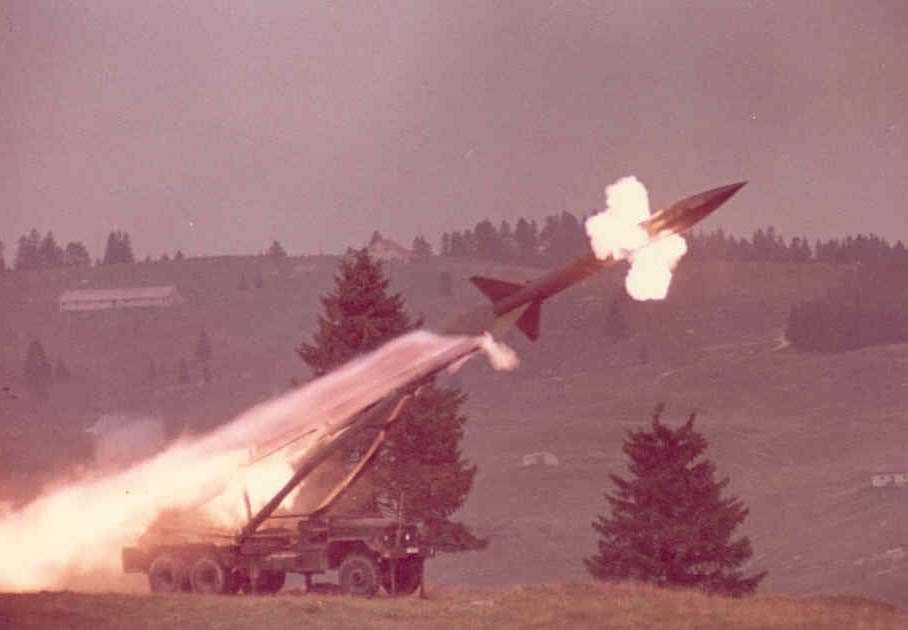
1966. Lancio di un missile Honest John sull'altopiano di Asiago
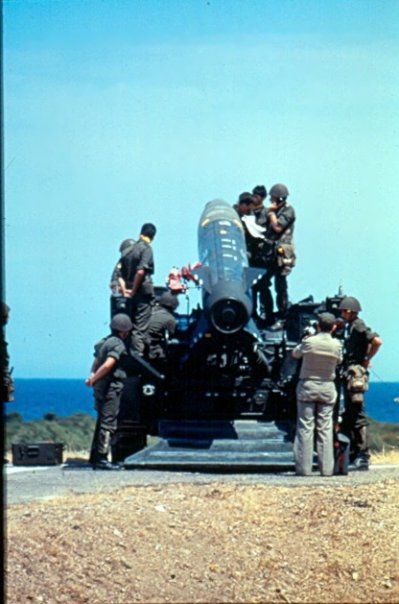
1988. Approntamento del missile Lance durante la campagna di lancio in Sardegna a Capo San Lorenzo
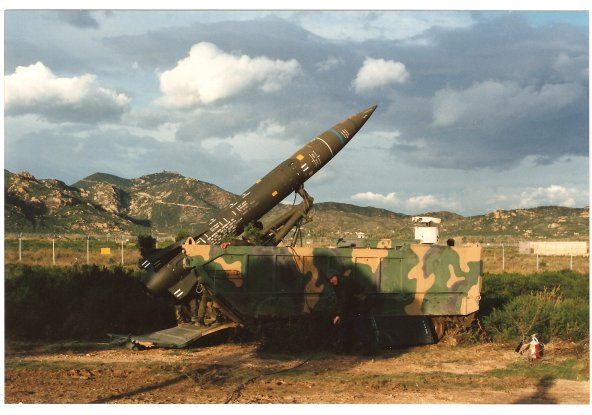
1990. Approntamento del missile Lance durante la campagna di lancio in Sardegna a Capo San Lorenzo